# Intervenția Armatei României în Pocuția în 1919
Intervenția Armatei României în Pocuția în 1919 (cunoscută în istorie ca „Operațiunea Pocuția”) a reprezentat o acțiune a trupelor Regatului României desfășurată în intervalul 24 mai – 24 august 1919, care, a vizat împiedicarea formării unui coridor strategic între trupele Armatei Roșii și cele ale regimului Béla Kun, coridor a cărui creare a fost stipulată în proiectul de cooperare militară dintre Regimul sovietic instaurat în Ungaria și Rusia bolșevică. Intervenția a vizat și securizarea flancurilor, atât al trupelor române din Maramureș, care, era amenințat de detașamentele ucrainene aflate în Galiția, cât și pe cel al trupelor statului polonez renăscut, aflate în ofensivă contra celor ale Republicii Populare a Ucrainei Occidentale, în disputa militară care avea ca subiect, stăpânirea Galiției. Intervenția, în care au fost implicate unitățile Diviziei 8 Infanterie române, s-a desfășurat în concordanță cu intenția Comandamentului Suprem Aliat de a se opune bolșevismului, cu cea a Franței de a sprijini realizarea unei alianțe între Polonia și România, îndreptată împotriva Rusiei Sovietice și cu interesul Poloniei și României de a avea o frontieră comună. 
Ocuparea propriu-zisă a teritoriului de către trupele române s-a desfășurat în perioada 24-28 mai 1919 și a fost, din punct de vedere militar fără probleme deosebite, atât deoarece intervenția a fost pregătită din timp, cât și datorită faptului că din punct de vedere al capabilităților militare, forțele Armatei Ucrainene Galițiene, implicate în principal în Războiul Polono-Ucrainean, nu aveau cum să facă față noii amenințări. Înaintând, Divizia 8 Infanterie română a intrat în contact pe teren cu Divizia 3 Infanterie a Legiunii Poloneze⁠(pl)[traduceți] și Divizia 4 Infanterie (A Doua Republică Poloneză)⁠(pl)[traduceți], care s-au deplasat în întâmpinarea trupelor române. Între cele două armate a fost stabilită o linie de demarcație militară temporară, care, a stabilit și delimitarea geografică, separată, a responsabilităților privitoare la administrarea regiunii.
Odată operațiunea de ocupare a teritoriului respectiv de către militarii români finalizată, zona a devenit centrul unor contradicții între comandamentele militare locale român și polonez, precum și între trupele române de ocupație și reprezentanții etnicilor polonezi. Fondul problemei a fost reprezentat atât de politica administrativă a autorităților militare române, aflată în strânsă corelație cu necesitatea de balansare a problemelor etnice, într-un teritoriu locuit la comun de ucraineni, polonezi și evrei, cât și de rechiziționarea și evacuarea materialelor care aparținuseră armatelor austro-ungară și ucraineană sau a bunurilor statului austriac și ale persoanelor fizice și juridice, din Pocuția. În final, contradicțiile respective și-au găsit rezolvarea prin negocieri comune polono-române la nivel guvernamental. 
Printre problemele semnificative care s-au asociat s-au aflat incidentele legate de tranzitarea teritoriului aflat în responsabilitatea trupelor române, de către Divizia 4 Vânători poloneză⁠(pl)[traduceți] și degradarea situației economice a populației din zonă, în contextul stării de război.
Drept efect al evoluției militare favorabile din Europa Centrală și ca efect al stabilirii de principiu a frontierelor României, Cehlslovaciei și Poloniei, de către Conferința de Pace de la Paris, de comun acord cu comandamentele militare omonime polonez și cehoslovac, Marele Cartier General român a decis la 16 iulie  1919 retragerea trupelor române din Pocuția, succesiv sfârșitului războiului polono-ucrainean. Aceasta s-a făcut efectiv între 18 și 24 august 1919, după încheierea unei convenții militare polono-române, care, a inclus și prevederi referitoare la linia de demarcație militară dintre armatele celor două state. Partea respectivă de Galiție a intrat astfel, sub stăpânire poloneză, delimitarea propriu-zisă a frontierei de stat româno-poloneze întârziind ulterior, aproape un deceniu.
În perioada interbelică, Polonia și România au dezvoltat o relație foarte strânsă și au constituit în 1929 o alianță politico-militară cu rol de cordon sanitar, în principal în baza interesului strategic comun de a-și apăra, împotriva unui atac neprevăzut al Uniunii Sovietice frontierele estice, respectiv Galiția de Est și Basarabia. Centrul de greutate al siguranței, în ce privește frontiera româno-sovietică, a fost mutat pe linia Nistrului.

## Context
Destrămarea Dublei Monarhii a dus la apariția unor revendicări asupra estului Imperiului din partea a trei popoare: rutenii, polonezii și românii. În ce privește pe polonezii și ucrainenii din Galiția Orientală însă, realitatea etnică s-a expimat printr-un lanț de excese de ambele părti, de intoleranță, de neintelegeri și de tentative de subordonare politică.

### Relațiile româno-ucrainene
Apariția în luna noiembrie 1918 a Republicii Populare a Ucrainei Occidentale a determinat revendicarea atât a Galiției și Lodomeriei, cât și a părții de nord-vest a Bucovinei, de către noul stat. În aceeași lună, Legiunea Ucraineană (galițiană) a arhiducelui Wilhelm de Habsburg a trecut la ocuparea Bucovinei, punând în pericol interesele strategice și naționale ale Regatului României. Pentru a-și securiza Bucovina, România a trimis în aceeași lună în fostul ducat Divizia 8 Infanterie, iar polonezii din Liov (poloneză Lwów, germană Lemberg), la rândul lor, s-au revoltat, nefiind de acord să rămână în fruntariile noului stat. În aceeași lună s-a produs unirea Bucovinei cu România, iar renașterea statului polonez a asigurat sprijin revoltei din Liov, acțiune care, pe fondul comportamentului reciproc, fără compromisuri, a dus la războiul polono-ucrainean.
| “ | Ucraina democratică, după principiile lui Wilson, nu pretinde acele teritorii care doresc să rămâie in granițele României Mari. Cu aceasta Românie Nouă, Ucraina se va ințelege pe deplin. | ” |
| — Misiunea diplomatică a Ucrainei. De vorbă cu d. Georges Gasenko, ministrul Ucrainei la București, 16(29) ianuarie 1919, în ziarul Universul | |   |

Înainte însă de prăbușirea Ucrainei sub loviturile trupelor bolșevice, naționaliștii ucrainieni au încercat totuși să se înțeleagă cu România, într-o perioadă, în care Franța încerca la Odesa să semneze o alianță franco-ucraineană, prin care, garanta regimul guvernului naționalist ucrainean atât timp cât va dura lupta împotriva bolșevicilor. În acest context, în surse ale Ministerului de Externe ucrainean există date, care, relatează despre un plan al prim ministrului francez, de alianță polono-româno-ucraineană îndreptată împotriva Germaniei și a bolșevicilor. Pe acest fond reprezentat de tentativele franceze de formulare a unui cadru de cooperare, în luna aprilie 1919, România a permis tranzitarea unei unități militare ucrainene, ceea ce a constituit un act, care, ar fi putut fi interpretat de polonezi drept o acțiune împotriva Poloniei.

### Războiul polono-ucrainean
În primăvara anului 1919, dislocarea trupelor poloneze formate din prizonieri de război polonezi, foști soldați și ofițeri ai Armatei Austro-Ungare, provenite din Franța și aflate sub comanda generalului Józef Haller⁠, a înrăutățit situația Republicii Ucrainei Occidentale. Dorința Poloniei era aceea de a urma politica faptului împlinit, prin prezentarea la Paris, în fața Consiliului celor Patru, cu o Galiție de Est poloneză, incluzând câmpurile sale petroliere și o frontieră. Pe de altă parte, Polonia avea nevoie să-și mute trupele la frontiera germano-poloneză, unde se prefigura un nou conflict, datorită refuzului Imperiului German de a-și recunoaște noile frontiere și de a semna tratatul de pace. Confuzia situației era sporită de faptul că, Polonia trebuia să acopere și fronturile dinspre Cehoslovacia și Lituania, iar în acest context, apariția Republicii Sovietice Ungare s-a constituit într-un nou și puternic focar de instabilitate și dezechilibru.
Republica Poloneză a solicitat astfel ajutorul singurului său aliat disponibil și doritor de a o ajuta, din zonă.

### Relațiile româno-poloneze

#### Preludii diplomatice și militare
O bază temporară, în ce privește cooperarea româno-poloneză, a fost reprezentată de necesitatea unei asistențe reciproce, în ce privește atingerea obiectivelor politicii Poloniei față de Galiția de Est și a României față de Bucovina și Basarabia. Dat fiind că noul stat ucrainean a revendicat atât Galiția (dorită de polonezi) cât și Bucovina (ocupată deja de români), o alianță polono-română a fost de la bun început atât previzibilă, cât și în mod practic, gata pregătită, în detrimentul Republicii Ucrainene. În plus, atât Polonia, cât și România au fost doritoare să sprijine civilizația occidentală și ordinea, în Europa de Est. Având suportul Franței, construcția politico-teritorială a unui zid de protecție direcționat la nord și vest împotriva Germaniei, iar la est și sud-vest împotriva bolșevismului, necesita o conexiune teritorială a statelor polonez și român destinată, cu predilecție aprovizionării Poloniei, prin sud. Cum singura conexiune posibilă se putea face prin intermediul Pocuției istorice, datorită căilor ferate și drumurilor militare existente aici, România s-a regăsit, în anul 1919, implicată în mod ambiguu dincolo de frontiera care separa fostele părți estice ale Cisleithaniei, în ocuparea Pocuției, pentru Polonia.
Pe fondul modificările geopolitice survenite în Europa Centrală și de Est, în contextul dezmembrării imperiilor Rus și Austro-Ungar la finalul Primului Război Mondial, refacerea Poloniei și apariția României Mari au condus încă de la sfârșitul Marii Conflagrații la apariția unei cooperări, între cele două state, ai căror reprezentanți manifestaseră un interes reciproc crescând, încă din timpul războiului. Debutată încă din perioada premergătoare refacerii Poloniei și a Marii Uniri, această cooperare s-a concretizat de la bun început prin dezvoltarea unui program politic comun, ce a avut drept obiectiv realizarea unității naționale. Au urmat imediat după sfârșitul războiului stabilirea unei relații oficiale între Legația Română de la Paris și Comitetul Național Polonez (1917-1919)⁠(en)[traduceți], precum și ulterior, identificarea unor elemente care să se constituie într-un program comun de acțiune în cadrul Conferinței de Pace de la Paris.
Problema unei frontiere polono-române comune a fost abordată încă din luna decembrie 1918 de către Comitetul Național Polonez, prin contactarea la Londra a Legației Române din capitala Marii Britanii, cu scopul ca cele două țări să procedez de o așa manieră, la viitoarea Conferință de Pace, încât să aibă o frontieră comună. La rândul său, la 2 ianuarie 1919, într-o comunicare făcută guvernelor polonez și cehoslovac, Ion I. C. Brătianu și-a precizat intenția de stabili relații politice și economice solide cu acestea, incluzând și stabilirea unor frontiere permanente stabile. Brătianu, de altfel a punctat ceea ce din punctul său de vedere reprezenta o urgență, anume punerea în practică a unei joncțiuni româno-poloneze, pe teren, pe o linie care, pornind din Rutenia Subcarpatică, ajungea în Pocuția (Aliniamentul Muncaci). La rândul lor poloneziii sperau că românii la vor ceda linia Zalișciîkî (poloneză Zaleszczyki, germană Salischtschyky) – Lujeni (poloneză Łużany, germană Luschany) – Iablonița (poloneză Jabłunycia, germană Jablonitza), teritoriul respectiv fiind locuit de populație majoritar poloneză (aceste pretenții asupra teritoriului bucovinean, aflat în cauză, au încetat însă după înfrângerea suferită din partea trupelor bolșevice și nu au mai fost repuse pe tapet).
Pentru mai multe detalii, vedeți Ofensiva sovietică îndreptată spre vest din 1918-1919.
Asemănător Poloniei România nu putea de una singură face față amenințărilor provenite din est, trebuind să-și împartă trupele și în Transilvania, Banat și Dobrogea. Militând pentru restabilirea în comun de către Polonia și România a securității frontierelor lor, în contextul în care haosul din Europa Centrală și de Est și din spațiul rus punea în pericol stabilitatea europeană, Comandamentul Aliat a solicitat în iarna 1918-1919, generalului Prezan, dislocarea unei divizii pentru ocuparea Galiției Orientale. Deoarece acțiune ar fi fost de o anvergură care depășea posibilitățile Regatului României, statul român a refuzat să treacă linia Ceremuș (poloneză Czeremosz, germană Tscheremosch)–Colacin (poloneză Kułaczyn)–Nistru, deși situația strategică evolua nefavorabil pentru Aliați, în est (naționaliștii ucraineni la începutul lunii februarie 1919 pierduseră Kievul, iar trupele roșii amenințau Odesa, centrul trupelor de intervenție din sudul Rusiei.
La începutul anului 1919, polonezii au stabilit relații politico-militare cu românii, prin trimiterea unei misiuni militare la București, sub comanda generalului Robert Lamezan de Salins, atașat militar fiind maiorul O. Bork, inițial (din 7 mai 1919 atașat militar a devenit locotenent-colonelul Ferdynand de Respaldiza). O misiune militară a fost atașată și comandamentului trupelor române din Bucovina. Politica polonezilor a urmărit implicarea românilor într-o acțiune comună îndreptată împotriva ucrainenilor, urmărind ca România să desfășoare acțiuni militare decisive, în acest sens. La rândul său, preocupat de posibilitatea exportului Revoluției Bolșevice spre Vest, Consiliul celor Patru a devenit interesat de crearea unui cordon sanitar, la a cărui constituire să participe România și Polonia, orientat împotriva Rusiei Sovietice, considerată factor destabilizator, care, putea să împiedice stabilirea unei ordini internaționale postbelice. În opinia Consiliului, primul ministru Ion I. C. Brătianu era în mod principial de acord, cu crearea unui front comun anti-bolșevic
Din punctul de vedere al României, o condiție suplimentară necesară pentru implicarea propriilor trupe, în Galiția, era acordul generalului Henri Mathias Berthelot, care însă, era partizanul susținerii ucrainenilor, văzându-i pe aceștia incluși în coaliția antibolșevică. Mai mult, acesta a pus condiția ca, Divizia 4 Vânători poloneză⁠(pl)[traduceți] să fie transferată în Galiția numai după încheierea unui armistițiu polono-ucrainean permanent.Îndepărtarea ulterioară a lui Berthelot, de la comanda forțelor aliate alflate în România, a simplificat însă după aceea, lucrurile.
În aprilie 1919, Aliații au primit de la Ignacy Paderewski o cerere, pentru a fi trimise două divizii românești din Bucovina spre Ivano-Frankivsk (poloneză Stanisławów, germană Stanisalu). Scopul era, în intenția polonezilor, ca Armata Ucraineană Galițiană să oprească lupta, dar românii se temeau de perspectiva de a fi nevoiți să susțină principalul efort, din punct de vedere militar, împotriva trupelor ucrainene. Nevoiți să-și împartă eforturile pe două fronturi (rus și ungar) și în plus să păstreze trupe în Dobrogea și Banat, situația militară a românilor era una foarte dificilă. Înaltul Comandament Aliat a solicitat totuși României să să ocupe estul Galiției cu o divizie, în contextul în care, Polonia și România urmau să restabiliească, în concepția Franței, securitatea și ordinea la frontierele lor, cu suport aliat. Proiectul a trebut însă să fie abandonat parțial, date fiind dificultățile, România neputând asigura o astfel de operațiune la scară largă, în mod independent.
Pentru mai multe detalii, vedeți Intervenția Armatei României de sprijin pentru trupele franceze din sudul Rusiei în 1919#Aspecte strategice regionale.

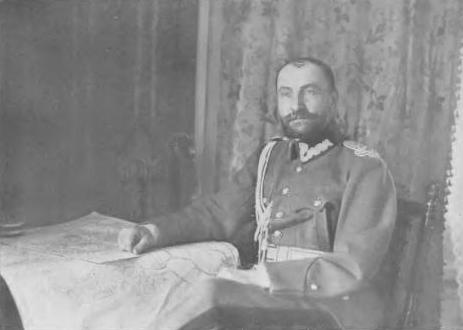
Generalul polonez Tadeusz Jordan-Rozwadowski a estimat că un avantaj clar, obținut de polonezi în Galiția, i-ar fi stimulat pe români să li se alăture polonezilor, în provincie.

La 25 aprilie 1919 lucrurile deja evoluaseră, Brătianu arătându-se dornic să coordoneze o ocupare în comun cu armata poloneză, a Ruteniei, scopul fiind împiedicarea unei joncțiuni bolșevice ruso-ungare. Din punct de vedere polonez, cel mai important element a rămas necesitatea de a convinge Marele Cartier General român să trimită trupe în Republica Populară a Ucrainei Occidentale. La data de 30 aprilie, colonelul Stanisław Haller, șeful Marelui Cartier General polonez, a ordonat Misiunii Militare Poloneze aflate la București să înceapă discuții concrete, privitoare la acțiuni ale trupelor românești din Bucovina, de sprijin al operațiunilor poloneze. Solicitarea s-a bucurat de simpatie din partea Regelui Ferdinand I și a Reginei Maria, care, au aprobat încheierea acordurilor necesare, regina exprimându-și opinia că, cele două țări aliate ar trebui să aibă o frontieră comună și că aceasta se poate face numai prin lichidarea Republicii Ucrainei Occidentale.
În contextul dificil în care se afla Armata României, aceasta putând face față doar cu greu amenințăriilor venite din est, generalulul polonez Tadeusz Jordan-Rozwadowski⁠(en)[traduceți] (șeful Misiunii Militare Poloneze, aflate la Paris) a estimat la 8 mai 1919 că, românii ar fi putut să intre în Galiția numai după ce trupele poloneze ar fi câștigat un avantaj clar, în raport cu ucrainenii. De aceea, urma ca avansul trupelor române să fie coordonat cu o puternică ofensivă poloneză, românii urmând să înainteze spre Ivano-Frankivsk (Stanislau) și Liov (Lemberg). Începutul operațiunii a fost stabilit pentru 10 mai 1919, la aceasta urmând să participe, cu consimțământ neoficial francez și armata generalului Józef Haller.

#### Modificarea perspectivei strategice
Coooperarea militară româno-poloneză pentru apărarea frontului de sud polonez a precedat, în acest caz, sprijinul reciproc oferit de delegațiile română și poloneză, în cadrul Conferinței de Pace. Astfel, în cursul confruntării militare, care, avea drept fond disputa privind Galiția, dintre statul polonez renăscut și Republica Ucraina, armata poloneză a declanșat la 14 mai 1919 o ofensivă, îndreptată împotriva gruparii ucrainene comandante de către generalul Pavlenko. Deși trupele poloneze au înregistrat rezultate notabile, printre care și ocuparea orașului Strîi, absența unor forțe suficiente pentru a putea îndepărta detașamentele ucrainene din Pocuția, astfel încât flancul înaintării să nu rămână descoperit, a determinat guvernul polonez să ia, în calcul, varianta ca guvernul român să trimită trupe românești în teritoriul aflat la sud de Nistru, până la aliniamentul Tlumaci (poloneză Tłumacz) – Otînia (poloneză Ottynia) – Sodzawisk (poloneză ). La 21 mai, România și-a oferit ajutorul Poloniei, în urma unei cereri consemnate în scris a comandamentului superior polonez, precum și a atașatului militar polonez de la București. S-a decis astfel trimiterea de trupe române în Galiția, până la un aliniament precizat în respectiva cerere. La momentul respectiv, ofensiva poloneză continua, împingând pe ucraineni în triunghiul format de râurile Zolota Lypa, Nistru și Zbruci.
Perspectivele strategice, premergătoare intervenției române, s-au modificat semnificativ însă în aceeași lună (mai 1919), când trupele Armatei Roșii au atacat Volânia și Podolia și au învins trupele hatmanului Simon Petliura. Zona aflată la nord de Bucovina a fost astfel expusă, în perspectivă strategică, trupelor bolșevice, care, ar fi amenințat astfel dinspre sud și frontul polonez.
   Vezi și articolul:  Ofensiva sovietică îndreptată spre vest din 1918-1919Vezi și articolele [[{{{2}}}]] și [[{{{3}}}]]Vezi și articolele [[{{{4}}}]], [[{{{5}}}]] și [[{{{6}}}]]Vezi și articolele [[{{{7}}}]], [[{{{8}}}]], [[{{{9}}}]] și [[{{{10}}}]]Vezi și articolele [[{{{11}}}]], [[{{{12}}}]], [[{{{13}}}]], [[{{{14}}}]] și [[{{{15}}}]]Vezi și articolele [[{{{16}}}]], [[{{{17}}}]], [[{{{18}}}]], [[{{{19}}}]], [[{{{20}}}]] și [[{{{21}}}]].
Pe de altă parte drept efect al creșterii amenințării dinspre Germania, în condițiile în care existau temeri că aceasta, urmând să nu accepte condițiile de pace oferite la Paris, va relua războiul, Comandamentul Suprem polonez a retras de pe fronturile din estul Galiției și din Volînia 10 batalioane independente, trei baterii de artilerie și câteva companii de mitraliere, fiind de așteptat ca și armata generalului Józef Haller să fie retrasă de pe front, drept efect al protestului Aliaților. Astfel în perioada 24-30 mai a început retragerea trupelor Diviziilor 1 și 2 Pușcași poloneze.
După 13 zile, ofensiva poloneză împotriva trupelor ucrainene a fost oprită ca efect direct al solicitării Aliaților, care, nu au dorit să permită Poloniei să apeleze la soluția „faptului împlinit”, în ce privește teritoriul galițian disputat (aceștia au amenințat de altfel, cu suspendarea furnizării de alimente și de materiale de război).
| Imagine indisponibilă |  | Imagine indisponibilă |
| Imaginea din stânga ilustrează teritoriul istoric implicat, astfel cu era consemnat în jurul anului 1910. Imaginea din dreapta consemnează structura etnică , într-o ilustrare din 1911. Legendă: galben-verzui – ruteni, roz – germani, maro – polonezi; alăturat: portocaliu – români, verde mai deschis – maghiari, verde mai închis –slovaci. |  |                       |

Ofensiva trupelor poloneze fiind oprită rapid, evoluția dinamică a situației strategice a evoluat spre apariția unei amenințări evidente la adresa securității naționale a Regatului României, ceea ce a determinat, astfel, implicarea militară efectivă a României în Galiția de sud-est, de partea Poloniei, în conflictul pentru Galiția de Est, care a opus pe polonezi, ucrainenilor.
Într-o altă ordine de idei, stoparea ofensivei poloneze a ridicat, la orizont, perspectiva materializării planurilor de joncțiune ale trupelor roșii ale statelor sovietice rus și ungar. La acea vreme, cele două state erau principalele adversare ale ale noilor state naționale, materializate drept urmare atât a înfrângerii Puterilor Centrale în Primul Război Mondial, cât și a prăbușirii Monarhiei Habsburgice. În acest context, o ofensivă comună ruso-ungară ar fi reprezentat o primejdie, atât pentru Polonia renăscută, cât și pentru Regatul României. Pe de altă parte, un astfel de coridor strategic ar fi condus la agravarea situației interne a celor două state limitrofe coridorului, care, în granițele lor cuprindeau o proporție semnificativă de minoritari evrei, ucraineni și maghiari, comunități etnice puternic ostile noilor structuri statale și ușor manevrabile prin intermediul ideii unității naționale.
Motivația reprezentată de posibilitatea creerii unui coridor strategic bolșevic ruso-maghiar, care, ar fi izolat complet Polonia și ar fi afectat securitatea națională a României, este considerată însă de istoricul Philippe N. Blasen, doar una de factură oficială. 
 În acest context este de menționat totuși că la acel moment, România fiind ea însuși implicată militar în partea de vest în Războiul româno-ungar, prin înfrângerea de către Armata Roșie a trupelor corpului expediționar Aliat condus de către generalul d'Anseleme și retragerea acestuia de la Odesa, în Basarabia, devenise amenințată militar și dinspre partea de est, de către Rusia bolșevică.
   Vezi și articolul:  [[]]Vezi și articolele Intervenția franceză în sudul Rusiei (1918-1919) și Intervenția Armatei României de sprijin pentru trupele franceze din sudul Rusiei în 1919#Aspecte strategice regionaleVezi și articolele [[{{{4}}}]], [[{{{5}}}]] și [[{{{6}}}]]Vezi și articolele [[{{{7}}}]], [[{{{8}}}]], [[{{{9}}}]] și [[{{{10}}}]]Vezi și articolele [[{{{11}}}]], [[{{{12}}}]], [[{{{13}}}]], [[{{{14}}}]] și [[{{{15}}}]]Vezi și articolele [[{{{16}}}]], [[{{{17}}}]], [[{{{18}}}]], [[{{{19}}}]], [[{{{20}}}]] și [[{{{21}}}]].

Până la momentul venirii cererii poloneze, trupele române reușiseră să facă joncțiunea la nord-vest de Transilvania cu trupele cehoslovace pe linia Muncaci (maghiară Munkács) – Miskolc. La 20 mai 1919 însă, în vest trupele Armatei Roșii ungare au declanșat împotiva trupelor cehoslovace o ofensivă, prin care, și-au respins inamicii aflați în Slovacia. Trupele cehoslovace au rupt astfel legătura cu trupele române și flancul drept al apărării române de pe linia Tisei a fost pus în pericol, în condițiile în care și flancul trupelor române din Maramureș era amenințat, din zona neocupată de români sau de trupe aliate. Această amenințare, dată de detașamente rutene roșii, la care se atașau foști prizonieri unguri proveniți din Rusia, putea să se amplifice datorită unirii acestora prin Frasin (maghiară Körösmezö), cu formațiuni bolșevice ruse.
În Bucovina, la acel moment se aflau trupele românești ale Diviziei 8 Infanterie, comandate de către generalul Iacob Zadik. Marea unitate făcea parte din structura Corpului IV Armată, aflat sub comanda generalului Nicolae Petala. Acțiunile trupelor române în Pocuția urmăreau, astfel, să gestioneze o situație de criză care apăruse, ele trebuind să se desfășoare într-un spațiu aflat înafara teritoriului național românesc. Populat de polonezi, ucraineni și ruteni, terenul era asemănător geografic cu cel din Bucovina (deluros și muntos).

## Preludiul

### Pregătirile
În opinia autorilor ucraineni Stepan Borchuk, Andrii Korolko și Alexander Reient, preparativele necesare acțiunii de invadare a Pocuției ar fi început încă din luna ianuarie 1919. Astfel, la 13 ianuarie 1919, a fost introdusă starea de asediu în districtele adiacente sud-estului Galiției: Vășcăuți, Cozmeni, Zastavna, precum și în districtul Storojineț. De asemenea, în a doua jumătate a lunii aprilie – începutul lunii mai 1919, Ordinul 291 al Ministerului Afacerilor Interne a impus posturilor de jandarmi să pregătească liste de persoane care participaseră la viața politică a regiunii. Ordinul i-a vizat în mod special pe cei care plecaseră în Ucraina după unirea Bucovinei cu România, pentru a determina în ce măsură aceștia se alăturaseră trupelor de acolo, pentru a face ceea ce aveau de făcut. În completare, săptămânal prefecții din districtele adiacente Galiției estice erau obligați să furnizeze, în scris, informații despre starea de spirit a populației locale.
A existat, de asemenea, o activitate eficientă de culegere de informații, desfășurată de militarii români în spațiul ucrainean, în urma căreia au fost cunoscute dislocarea unităților ucrainene și numele unor comandanți, precum și date despre forțele și mijloacele pe care aceștia le aveau la dispoziție. Aceste date au putut astfel servi la conceperea, ulterioară, a unui plan de intervenție dincolo de granița Bucovinei.
Cu mai mult de o lună înainte de intrarea trupelor române în Pocuția, ofițerii de informații ucraineni au putut să constate că administrația militară română din Bucovina mobiliza forțele proprii la granița vestică a Republicii Ucrainene. Pe malul drept al Nistrului, încă din prima decadă a lunii aprilie unitățile militare, române se aflau în stare de alertă maximă, oprind orice tentativă de trecere pe malul drept nistrean, iar la sfârșitul lunii aprilie noi trupe au sosit în zona Nepolocăuți (germană Nepolokoutz) – Berbești. De asemenea, la sfârșitul aceleiași luni ucrainenii au primit informații precum că noi unități de aviație au fost dislocate la periferia orașului Vijnița (germană Wyschnyzja, poloneză Wyżnica). De asemenea, la 29 aprilie 1919, grănicerii au fost înlocuiți la frontieră de trupe de cavalerie. Mai mult, informațiile sosite din Bucovina, la Comandamentul  Militar Districtual Colomeea au ridicat suspiciunea că trupele române intenționau să avanseze până la Halîci (poloneză Halicz germană Halytsch), pentru a face joncțiunea cu cele poloneze, venite din Liov (Lemberg).
Secretariatul de Stat al Republicii Populare a Ucrainei Occidentale a decis să nu mobilizeze împotriva românilor, din dorința de a obține un angajament similar din partea statului român. Concentrarea trupelor române la granița cu estul Galiției și în special la cea cu Pocuția la sfârșitul iernii – începutul primăverii 1919 a neliniștit însă autoritățile guvernului vestului Ucrainei, care, încercase deja să se asigure pe cale diplomatică împotriva unei eventuale agresiuni din partea Regatului României. S-au încercat, astfel, negocieri în privința graniței cu generalul Iacob Zadik, concluzia la care s-a ajuns fiind că trebuie inițiate direct la București negocieri cu România, pentru gestionarea temporară a relațiilor româno-ucrainene.
Cu acordul aliaților, Guvernul României a ordonat Marelui Stat Major se conceapă un plan destinat executării unei operațiuni militare a trupelor române de luare în stăpânire a Pocuției. Conform planului cu numele de cod „Pocuția”, trupele române trebuiau să înainteze dincolo de Bucovina între Nistru și munți, până la linia Nadvirna (poloneză Nadwórna) – Otînia (Ottynia) – Nezvîsko (poloneză Niezwiska), pentru a controla căile ferate dintre Cernăuți, Colomeea (poloneză Kolomyija, germană Kolomea) și Horodenka (poloneză Horodenka), precum și calea ferată Colomeea – Rahău (maghiară Rahó, germană Rachiw) – Sighetu Marmației, care, lega Bucovina de Transilvania. Pentru a fi prezervate relațiile bune cu vecinul său ucrainean aflat la est, conflictul cu trupele acestuia trebuia evitat. Înaintarea trupelor urma să se desfășoare cu trei detașamente, dirijate pe trei direcții principale:
- o grupare, situată în centrul înaintării, urma să avanseze pe direcția Nepolocăuți (în germană Nepolokoutz)) –  Sneatîn (poloneză Śniatyn, germană Snjatyn) – Colomeea.[41]
- o grupare, situată la nord, urma să înainteze pe direcția Chisălău (poloneză Kissiliev, germană Kisseleu) – Horodenka – Nezvîsko (Niezwiska)[41]
- o a treia grupare, situată la sud, trebuia să avanseze pe direcția Vășcăuți (poloneză Waszkowce, germană Waschkiwzi) – Zalucicea (poloneză Załucze Górne, germană Horischnje Salutschtschja, Załucze în 1919) – Vijnița (poloneză Wyżnica, germană Wyschnyzja) – Cuturi (poloneză Kuty) – Cosău (poloneză Kosów, germană Kossiw).[41]

Succesiv aprobării planului de operațiuni, regele Ferdinand a inspectat el însuși trupele destinate să pună respectivul plan în execuție.

### Forțele implicate
De partea ucraineană a graniței, conform unui raport trimis la 13 mai 1919 de către atașatul polonez, Marelui Stat Major, ucrainenii dispuneau de cam 1.000 de baionete, 4 tunuri cu țeavă dublă și alte 8 tunuri. În adâncime, în zonele Zalișciîkî (Zaleszczyki), Sneatîn (Śniatyn) și Colomeea (Kolomea), precum și în Ivano-Frankivsk (Stanislau) dispuneau de 1.000, 500 și respectiv 2.000 de baionete, precum și de alți câte 30 până la 300 de militari în alte zone, în total nu mai mult de 3.000 de baionete.
Spre diferență de ucraineni, Divizia 8 Infanterie română avea la dispoziție pe frontul bucovinean 3 regimente a câte 2.000 de baionete, un regiment de cavalerie și unul de artilerie cu 16 tunuri. Efectivul forțelor române care urmau să opereze în zonă se ridica astfel la 8.000 – 10.000 de militari. Componența diviziei nu era însă completă și dotarea acesteia cu armament era slabă.

### Planul de operațiuni
Prin Ordinul nr. 1195 din 22 mai 1919, Marele Cartier General român a dispus ca, astfel cum a fost precizat mai sus, începând cu 23 mai 1919, Divizia 8 Infanterie să înainteze dincolo de granița Bucovinei între Nistru și munți, până la linia Nadvirna (Nadwórna) – Otînia (Ottynia) – Nezvîsko (Niezwiska). În același timp, Grupul de Nord al trupelor din Transilvania urma să pună stăpânire pe axa de comunicație dintre Colomeea (Kolomea) și Sighetu Marmației. În aceeași zi, comandamentul „Grupului de Divizii „General Petala” a prevăzut, prin Ordinul de operații nr. 8 ca din rezerva grupului de divizii, Regimentul 8 Vânători și Bateria 3 din Regimentul 12 Artilerie să fie puse la dispoziția Diviziei 8 Infanterie, pentru a-și putea aceasta îndeplini misiunea. Datele privind înaintarea trupelor române au fost transmise, de asemenea, Marelui Cartier General polonez.

Teritoriul Bucovinei și al Galiției sud-estice

Prin Ordinul de operații nr. 21, comandamentul Diviziei 8 Infanterie a prevăzut pentru data 23 mai 1919, având în vedere declanșarea acțiunii, misiunea diviziei, modul de actiune al forțelor marii unități, gruparea forțelor, modul de hrănire și reaprovizionare ale trupelor și asigurarea acestora cu muniții, modul de realizare al legăturilor, evacuarea răniților și a bolnavilor. Ordinul de operații a oferit date privind evaluarea situației militare de pe diferite fronturi, precum și a forțelor inamice, estimate la 4.620 de oameni, 19 mitraliere si 6 tunuri de calibre diferite. Conform Ordinului de operații, forțele diviziei s-au concentrat și s-au grupat în raioanele stabilite, până în seara zilei de 23 mai 1919, în vederea înaintării pana la aliniamentul ordonat.
Generalul Prezan a trimis trupelor, în calitate de șef al Marelui Cartier General român, instrucțiuni prin care a specificat că acțiunea era necesară și datorită interesului direct al statului român de controla căile ferate dintre Cernăuți și Colomeea și pe cea dintre Horodenka și Sighetu Marmației, care, lega Bucovina de Transilvania. Trupelor le-a fost transmisă și voința Marelui Cartier General de a fi evitat conflictul cu trupele ucrainene, cu scopul de a fi prezervate bunele relații cu statul ucrainean. Comandamentul lui Simon Petliura urma să fie informat, pentru a fi evitate ostilitățile cu trupele petliuriste.
Intervenția trebuia să nu dea impresia că România se războia cu statul ucrainean, torpilând astfel eforturile de pace de la Paris, deși în realitate scotea terenul respectiv de sub controlul respectivului stat. Pe de altă parte, printre justificările aduse în discuție de presa guvernamentală română, pentru intervenție, s-au numărat atât înfrângerea bolșevicilor aflați la nord-vest de Bucovina (aspect aflat însă în contradicție cu lipsa de afiliere la bolșevism a ucrainenilor din zonă), cât și aceea că trupele ucrainene ar fi conduse de ofițeri germani (realitatea sprijinirii de către Germania în 1918, a formării unui stat ucrainean, în detrimentul celui polonez, neputând însă fi contestată).
Înaintarea română urma să împiedice evacuarea materialului rulant, să dezarmeze forțele ucrainene aflate în retragere, prin capturarea artileriei acestora și a depozitelor militare, privând în fapt Republica Ucraineană, de baza sa militară.
Rapid, trebuia realizată legătura cu trupele din Transilvania, prin luarea în stăpânire a segmentului de cale ferată Cernăuți – Colomeea și a segmentului Horodenka – Colomeea – Nadvirna – Frasin (maghiară Körösmezö, poloneză Jasina, germană Jassinja), care, ducea spre Sighetu Marmației.
Prin Ordinul de operații nr. 22, comandantul diviziei a stabilit ca, în data de 24 mai, în timp ce rezerva diviziei urma să staționeze la Lujeni (Łużany) , trupele marii unități să formeze (astfel cum fusese menționat în planul de operațiuni), trei detașamente care să înainteze astfel:
- Detașamentul de Nord pe direcția Chisălău (Kisseleu) – Horodenka – Nezvîsko (Niezwiska), până la Horodenka, Cerneatîn (poloneză Czerniatyn, germană Tschernjatyn) și Iaseniv-Pilnîi (germană Jasseniw-Pilnyj, poloneză Jasieniów Polny), oprindu-se la vest de aceasta localitate.[45] Cele două batalioane de infanterie, bateria de artilerie și escadronul de cavalerie ale detașamentului, au fost puse sub comanda locotenent-colonelului Răuțoiu (ulterior, comanda a revenit colonelului Al. Odobescu).[46]
- Detasamentul Central (coloana principală)[49] pe direcția Nepolocăuți (Nepolokoutz)[46] – Sneatîn (Śniatyn) – Colomeea, oprindu-se pe malul stâng al râului Beleluia (poloneză Beleluja) și în satul Prutivka (poloneză Kartow).[45] La comanda celor 4 batalioane de infanterie, 3 baterii de artilerie, un escadron de cavalerie și un detașament de moto-mitraliere, ale detașamentului, a fost numit colonelul Petre Cănciulescu.[46]
- Detasamentul de Sud de la Vășcăuți (Waschkiwzi) peste râul Ceremuș (Czeremosz), pentru a lua în stăpânire Zalucicea (Załucze),[45] urmând să înainteze apoi spre Vijnița (Wyżnica) – Cuturi (Kuty) – Cosău (Kosów). Batalionul de infanterie, bateria de artilerie, regimentul de roșiori, grupul de mitraliere și batalionul de pionieri, din compunerea detașamentului, au fost puse sub comanda colonelului Ioan Dașchievici.[46]

În rezerva diviziei urmau să se afle  Regimentul 8 Vânători (aflat sub comanda locotenent-colonelului Ion Gerota), 2 batalioane de infanterie, 1 batalion de grăniceri din Regimentul 3 Grăniceri și 2 baterii de artilerie. Comanda forțelor de operație a revenit colonelului Gheorghe Liciu.
La 3 mai 1919, un avion de recunoaștere românesc a împrăștiat deasupra Colomeei pliante tipărite în germană, poloneză și ucraineană, prin care, populația a fost avertizată în mod intimidant că, dacă va fi permisă apariția bolșevismului în zona ucraineană, aceasta vă atrage sosirea rapidă a trupelor bolșevice.
Datorită dispersării trupelor Diviziei 8 Infanterie în toată Bucovina, unele unității ale acesteia fiind aflate chiar și la 20-30 km de limita regiunii respective cu Galiția, debutul acțiunii a fost amânat pentru data de 24 mai 1919. În perioada imediat precedentă trecerii graniței, activitatea crescută de partea română a frontierei a atras însă atenția gărzilor ucrainene de la granița districtului Sneatîn (Śniatyn), care, au raportat constant Comandamentului Militar Districtual de la Colomeea, acest lucru. Mai mult, aceștia au atras atenția asupra mobilizării trupelor române, comunicând că grănicerii români fuseseră înlocuiți de efective mari de cavalerie și au semnalat și apariția unui detașament de lăncieri polonezi.
Trupele regale române, simțind nevoia de a stabili o legătură între trupele române din Maramureș și cele din Bucovina, și cum această legătură nu se poate face decât pe linia ferată Snyatin-Colomeea-Delatyn-Köröszmezo, Comandamentul Suprem al trupelor a luat hotărârea să ocupe teritoriul respectiv al Galiției pentru a garanta siguranța legăturii pe această linie. Armata română nu intră deci în Galiția pentru a se război cu armata ucraineană, nici cu populația Galiției, și deci vă rugăm pe toți militarii și civilii din regiunea ce vom ocupa de a preda de bună voie toate armele, munițiunile și materialul de război și a vă vedea cu toții de ocupațiunile de toate zilele.
Noi, la rândul nostru, vă asigurăm pe toți, indiferent de naționalitate și religie, că trupele române vor respecta viața și averea tuturor locuitorilor care nu vor comite acte de ostilitate. Administrația va continua să funcționeze după legile vechi ale țării, executată de funcționarii voștri sub supravegherea armatei române.
Toți acești funcționari, ca și fruntașii localităților, care vor comite sau nu vor împiedica atentate de orice fel contra trupelor noastre, contra depozitelor, contra lucrărilor de artă sau liniilor telegrafice și telefonice, vor fi supuși legilor de război române.

### Aspecte politice și administrative
O proclamație redactată în limbile rusă, poloneză și romană, urma să fie adresată populației din zonă. Aceasta, care urma să fie răspândită în ziua de 23 mai, specifica faptul că România intenționa să obțină controlul căilor ferate amintite, că trupele române nu vor iniția acțiuni de luptă împotriva trupelor ucrainene sau a populației de alte naționalități, cerându-i-se însă populației din teritoriul respectiv să predea armele. Viața și avutul tuturoara urmau să fie garantate, iar legile țării urmau să fie respectate. Cu toate acestea, celor care ar fi urmat să producă pagube și dezordini, urmau să le fie aplicate legile de război.
Tot teritoriul aflată în spatele frontului român urma să fie, pe timpul intervenției, sub administrație românească. Terenul, care urma să fie ocupat, trebuia organizat sub forma unei zone militare administrate de un comandament propriu, a cărui activitate ar fi urmat să se desfășoare, în conformitate cu prevederile articolelor 43-65 din Regulamentul Asupra Legilor si Uzurilor Războiului pe Uscat.
La data de 22 mai 1919, Marele Statul Major polonez a fost informat că în dimineața zilei de 23 mai, Divizia 8 Infanterie urma să înceapă înaintarea în Galiția, urmând a atinge în prima fază aliniamentul Nadvirna (Nadwórna) – Otînia (Ottynia) – Horodenka și a captura intacte podurile de peste Nistru de la Zalișciîkî (Zaleszczyki) și Nîjniv (poloneză Niżniów, germană Nyschniw)
De asemenea, dorința Marelui Cartier General de a fi evitat conflictul cu trupele ucrainene a fost adusă, la 23 mai 1919, la cunoștința comandanților militari ucraineni aflați la Melnîțea-Podilska (pe atunci în poloneză Mielnica, în germană Melnyzja) și Colomeea, ca efect al celor precizate prin intermediul Ordinului nr. 1177 al Corpului IV Armată român din 22 mai. Prin același ordin, forțele ucrainene au fost invitate să evacueze Galiția până la linia Nadvirna (Nadwórna) – Otînia (Ottynia) – Nezvîsko (Niezwiska). Solicitarea ultimativă, adresată autorităților militare ucrainene, a pus la bază aceeași justificare a asigurării comunicației între Bucovina și Transilvania, prin intermediul liniei de cale ferată dintre Colomeea și Sighetu Marmației. Într-un termen de 24 de ore, ultimatumul a impus cedarea căilor ferate ucrainene din teritoriul respectiv către Armata României și eliminarea trupelor statului urainean de pe traseul acestora. Conform celor transmise în notă, România avea acordul aliaților săi pentru reespectiva acțiune.

## Intervenția trupelor române

### Înaintarea pe teren

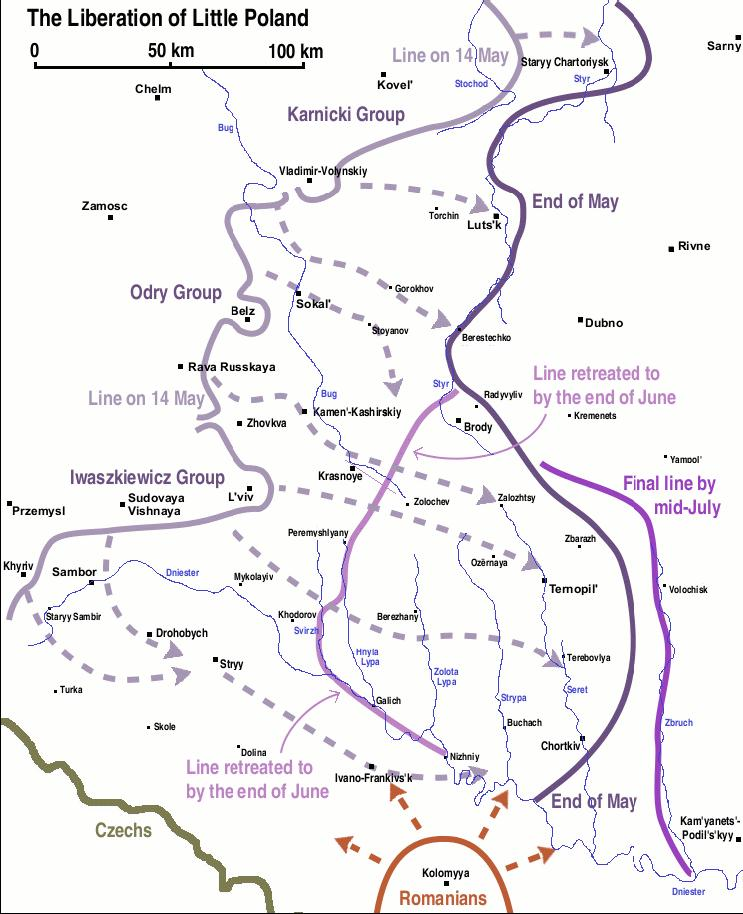
Înaintarea trupelor române, în relație cu operațiunile trupelor poloneze aflate la nord.

În dimineața zilei de 24 mai 1919, zi în care Dieta poloneză dădea publicității Declaratia privind Galiția Orientală, la ora 04.30, unitățile române și-au început înaintarea în Pocuția, precedate de zboruri de recunoaștere ale aviației române. Cu această ocazie, avioanele au lansat foi volante tipărite cu proclamația adresată de comandantul Diviziei 8 Infanterie, generalul Iacob Zadik, către populație. Înaintând pe câte două coloane, detașamentele de Nord și de Sud au ocupat în ziua respectivă, prima grupare, Czerneatîn (Czerniatyn), seara și a doua în jurul orei 15, Cuturi (Kuty). Primul detașament a întâlnit o rezistență slabă a inamicului, iar al doilea a avut parte doar de un scurt schimb de focuri. Înaintând de-a lungul Prutului, Detașamentul Central a atins în jurul orelor prânzului orașul Sneatîn (Śniatyn). Seara era ocupat aliniamentul Horodenka – Cerneatîn (Czerniatyn) – Torhovîțea (poloneză Targowica) – Zadobruvca (poloneză Zadobrowka) – Beleluia (poloneză Beleluja) – Ustea (poloneză Uście) – Rudnîkî (poloneză Rudniki) – Djuriv (poloneză Dżurów) – Rojniv (poloneză Rożnów, germană Roschniw) – Cosău (Kosów) – Sokolivka (germană Sokoliwka, poloneză Sokołówka). Trupele române au înregistrat în ziua respectivă 2 morți si 7 răniți și au capturat 45 de oameni, o mitralieră, 15  alte arme, precum și un depozit de muniții.
În 25 mai detașamentele s-au deplasat, pierzând 2 oameni și capturând 2 tunuri și 3 mitraliere, fără ca Detașamentele de Nord și de Sud să întâmpine o rezistență puternică, astfel:
- Detașamentul de Nord a ajuns până seara pe direcția Vikno (poloneză Okno) – Ciortoveț (poloneză Czortowiec, germană Tschortowez), la aliniamentul Semenivka (poloneză Semenówka) – Nezvîsko (Niezwiska) – Ostriveț  (poloneză Ostrowiec)[49]
- Detașamentul Central a înaintat pe direcția Snyatin (Śniatyn) – Tulova (poloneză Tuława) – Zablotiv (poloneză Zabłotów, germană Sabolotiw) – Zamulînți (poloneză Zamulińce).[49]
- Detașamentul de Sud a reluat înaintarea spre Colomeea (Kolomea) și a ocupat Pistîn (poloneză Pistyń, germană Pistyn) și Mîșîn (poloneză Myszyn, germană Myschyn}).[49]

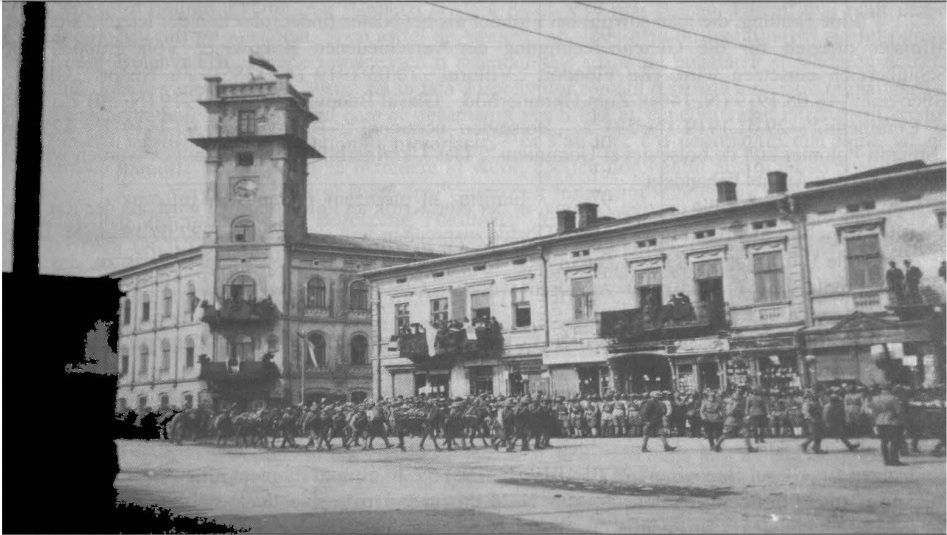
Intrarea trupelor Diviziei 8 Infanterie în Colomeea; pe turnul primăriei se află steagul polonez şi stema republicii; la balcoane sunt câteva steaguri româneşti

În seara zilei de 26 mai, a fost atins aliniamentul prevăzut încă din 22 mai, fiind luată în stăpânire inclusiv calea ferată Colomeea (Kolomea) – Ivano-Frankivsk (Stanisalu).
La 27  mai, în momentul intrării militarilor români în Colomeea (Kolomea), milițiile poloneze neregulate au confundat trupele române cu trupe ucrainene care se întorceau, deschizând focul asupra acestora. Forțele române au ripostat cu grenade și focuri de mitralieră, moment în care polonezii realizând eroarea comisă, au oprit focul, după care românii le-au ordonat să predea armele. Au fost strânse 22 de mitraliere, 2 tunuri cu calibrul de 150 mm și 3 tunuri cu calibrul de 80 mm.
Evenimentele în cauză au rămas în memoria românilor, astfel că la jumătatea lunii iulie, deși militarii români le-au permis polonezilor să facă exerciții militare în Colomeea (Kolomea), acestea au fost executate fără ca aceștia să poată dispune de armament.
La 28 mai, înaintarea trupelor române în Pocuția a fost oprită.
Pe frontul aflat la vest, dată fiind retragerea cehoslovacă ce determinase ruperea legăturii cu trupele române, pentru a se opune înaintării și stabilirii trupelor ungare între Tisa și munți, forțele terestre ale Detașamentului „General Marcel Olteanu” s-au extins spre nord, ocupând linia Ciop (maghiară Csap) – Muncaci (Munkács). În același timp, polonezii au fost rugați să supravegheze comunicația Muncaci, căutând să facă legătura cu trupele generalului Olteanu.
În aceeași perioadă în care Divizia 8 Infanterie a înaintat în Pocuția, Comandamentul Trupelor din Transilvania a asigurat astfel ocuparea localității Frasin (Körösmezö) și a Pasului Iablonița (poloneză Przełęcz Jabłonicka, maghiară Tatár-hágó). La 29 mai, un detașament venit de la Sighetu Marmației a realizat la Tatariv (poloneză Tatarów, germană Tatariw) joncțiunea trupelor venite din Transilvania, cu cele ale Diviziei 8 Infanterie, fiind luate, de asemenea, măsuri de pază a căii ferate Deleatîn (poloneză Delatyn, germană Deljatyn) – Tatariv. La ordinul generalului Nicolae Petala, un eșalon operativ al comandamentului Diviziei 8 infanterie a fost dislocat de la Cernăuți la Colomeea (Kolomea), de unde generalul Zadik a exercitat ulterior comanda trupelor din subordine. Drept efect, a fost realizat un nou sistem de legături telegrafice și telefonice, cu acest scop.

### Reacția trupelor ucrainene
Contemporanii evenimentelor au pus în evidență lipsa de voință a militarilor ucraineni de a se opune românilor la graniță, precum și neglijarea asigurării securității dinspre partea acestora, în condițiile în care comandamentele ucrainene erau focusate pe întărirea rezistenței la nivelul frontului polono-ucrainean. Lipsa de organizare s-a făcut resimțită cu predilecție la nivelul comandamentului districtului Colomeea (Kolomea), atât la nivelul comandantului superior, cât și la nivelul eșaloanelor inferioare, indecise în ce privește alegerea unei atitudini optime (mobilizarea a trupelor la graniță sau în profunzime, retragere sau ripostă), în momentul în care s-au primit informații despre atitudinea ofensivă a trupelor române. Nici de la nivel central, din partea Secretariatului de Stat pentru Afaceri Militare, nu s-au primit indicații cu referire la vreo decizie militar-strategică sau diplomatică, utilă în rezolvarea problemei. Singura decizie comună, a comandamentului din Colomeea (Kolomea), a fost să fie asigurată evacuarea peste Nistru prin Nîjniv (Niżniów).
Odată granița depășită de către români, Secretariatul de Stat ucrainean a ordonat soldaților Armatei Ucrainene a Galiției din Colomeea (Kolomea) să nu reziste și să înceapă evacuarea, atât a lor cât și a bunurilor statului. Chiar dacă decizia de retragere a fost luată, haosul militar care se instaurase nu a mai putut fi oprit. Este de remarcat astfel că, forțele ucrainene existente au avut o atitudine variabilă. Acestea fie s-au autodizolvat, fie au s-au retras peste Nistru, fie s-au predat, fie au opus rezistență (cei care au făcut-o, fiind  mai ales grupuri de ucraineni bolșevizați). Militarii ucraineni care s-au predat au fost dezarmați și dacă au fost de prin partea locului, au fost trimiși la casele lor. Numai în Colomeea (Kolomea) și în mai multe sate, au avut loc ciocniri minore. Cei care au opus rezistență (6 ofițeri și 365 trupă) au fost arestați și trimiși la Botoșani într-un lagăr de prizonieri. Printre capturile notabile s-a aflat arhiducele Wilhelm de Habsburg, aflat în calitate de comandant al unităților ucrainene, cu numele ucrainizat de Cneaz Waisyl Wasehyase Stepanewiz. Acesta a fost făcut prizonier la Verhovîna  (poloneză Żabie, înainte de 1962 Jabie), pe Ceremuș și a fost ulterior trimis lângă Snagov, la Mănăstirea Căldărușani, de unde a fost mai apoi eliberat.

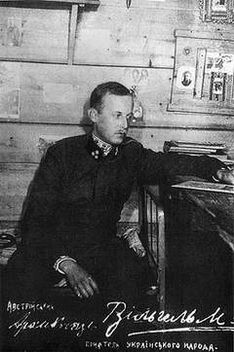
Printre prizonierii trupelor române s-a aflat și arhiducele Wilhelm de Austria, la acel moment comandantul trupelor ucrainene din Pocuția.

Arestarea vărului fostului împărat Carol, care, fusese desemnat de către naționaliștii ucraineni drept hatman al viitoarei regiuni galițiene ucrainene, ce ar fi inclus și Bucovina, a fost executată de către o companie de grăniceri români, comandată de către căpitanul Toma Dinculescu. Grănicerii fuseseră informați în prealabil și s-au îndreptat spre comuna Verhovîna (Żabie, Jabie), locuită în totalitate de etnici ucraineni, ostili atât polonezilor, cât și evreilor sau românilor, pentru a efectua percheziții. Pe lângă arhiduce și armamentul existent găsit, au mai fost arestați căpitanul Rubech Harach, aghiotant al lui Wilhelm, precum și câțiva deputați ucraineni, responsabili de declanșarea unei propagande pentru ridicarea Galiției atât împotriva deciziilor Conferinței de Pace de la Paris, cât și împotriva autorităților române. Odată arestați, prizonierii au fost transportați mai întâi la Colomeea (Kolomea) și apoi la Cernăuți.
La 24 mai, după capturarea traseului feroviar avut în vedere, comandamentul militar al Republicii Populare a Ucrainei Occidentale  a primit asigurări din partea românilor că, aceștia nu au intenția de a înainta mai departe. La 26  și respectiv 30 mai, colonelul Victor Kurmanovici, secretarul de stat pentru afaceri militare ale Republicii, a menționat că nu a văzut în acțiunea respectivă nici o intenție ostilă împotriva ucrainenilor și că și-a retras din zona implicată unitățile proprii, pentru a nu se interpune printre unităților românești. Într-un comunicat pregătit în noaptea de 26 spre 27 mai, totuși, Kurmanovici a menționat că soldații ucraineni controlează toate traversările de peste râul Nistru, din regiunea Carpaților.
Presa de limbă română, la rândul ei, nu a abordat problema în sensul unor comentarii vizând acțiunea ca un act ostil, din partea trupelor române. Un comentariu din ziarul Vestea, preluat de ziarul în limba germană „Allgemeine Zeitung Tagblatt”, a afirmat însă că, scopul real al ocupației române era reprezentat de asistarea Poloniei în războiul împotriva  Republicii Populare a Ucrainei Occidentale.

### Relația cu trupele poloneze
Pentru a se facilita comunicarea dintre comandamente, Marele Cartier General român a delegat pe lângă comandantul șef al armatelor poloneze pe colonelul Bădulescu.
Dat fiind faptul că, în confruntarea dintre polonezi și ucraineni nu se obținuse încă un rezultat decisiv, trupele poloneze se aflau în mișcare continuă pe teritoriul Galiției, din dorința de a-și regrupa forțele și mijloacele în zone și pe poziții, prin care, să poată obține avantaje pentru acțiunile care urmau să aibă loc ulterior. În acest context, Divizia 3 Infanterie a Legiunii Poloneze⁠(pl)[traduceți] și Divizia 4 Infanterie (A Doua Republică Poloneză)⁠(pl)[traduceți], aflate în viitoarea zonă de contact cu trupele române, se pare fie că nu au primit informații despre respectiva înaintare, fie că nu li s-a transmis aliniamentul pe care, trupele Diviziei 8 Infanterie urma să-l ocupe.

#### Contactul între cele două armate
Primul contact cu polonezii s-a produs la 27 mai, când, o patrulă de recunoaștere formată dintr-un escadron de cavalerie aflat sub conducerea locotenentului Radu Galin, ajuns la nord de Ivano-Frankivsk (Stanislau), a întâlnit subunități ale Diviziei 4 Infanterie poloneze, al cărei post de comandă se afla la Kaluș (poloneză Kałusz), germană Kalush). Militarii polonezi au intrat până în seara zilei respective în Ivano-Frankivsk (Stanislau). Alte forțe poloneze au ocupat până în seara zilei de 28 mai, Solotvin (poloneză Sołotwina, germană Solotwyn) și de aici, un batalion a fost trimis la Nadvirna (Nadwórna), unde a ajuns la 29 mai, cu ordinul de a înainta până la Colomeea (Kolomea). În aceeași zi, polonezii din Tîsmenîceanî (poloneză Tyśmieniczany, germană Tysmenytschany) au înaintat prin Tlumaci (Tłumacz) spre Oleșa (poloneză Olesza, germană Olescha), iar cei din Ivano-Frankivsk (Stanislau) spre Otînia (Ottynia). A apărut astfel o situație nedorită, existând riscul ca militarii români și polonezi să intre într-o dispută involuntară. S-a luat legătura cu comandanții unităților poloneze, cerându-li-se să odone oprirea înaintării, până la reglementarea de comun acord, a liniei de demarcație dintre cele două armate. Invocând ordinele primite, militarii polonezi din Nadvirna (Nadwórna), care aparțineau Regimentului 8 Infanterie din Divizia 3 Infanterie a Legiunii Poloneze, au refuzat să evacueze localitatea. Astfel, deoarece ambele părți nu cunoșteau aliniamentele care trebuiau ocupate de trupe, s-a ajuns la situații conflictuale.
Dată fiind apropierea de trupele poloneze, generalul Iacob Zadik a cerut să-l întâlnească pe comandantul polonez al Diviziei 4 Infanterie, generalul Franciszek Aleksandrowicz⁠(pl)[traduceți], propunând Otînia (Ottynia) ca punct de întâlnire. Prin intermediul unei scrisori adresate acestuia, Zadik a trimis și un raport către comandandul polonez de la Liov (Lemberg). Întâlnirea solicitată, la care s-a prezentat locțuitorul comandantului diviziei poloneze, generalul Franciszek Krajowski, a avut loc în noaptea de 28 spre 29 mai 1919. Pe lângă oferirea reciprocă de date referitoare la dislocarea trupelor poloneze în nordul Galiției și române în Pocuția, precum și a unor date despre comandanții acestora,  ea a scos în evidență și deficiențe de comunicare, atât la nivel militar cât și politic.
La momentul întâlnirii, polonezii au comunicat că, la Solotvin (Solotwina) se găseau trupele unei brigăzi din Divizia 3 Infanterie, comandată de către colonelul Leon Berbecki⁠(pl)[traduceți], punctul de comandă al marii unități aflându-se în aceeași localitate. La Ivano-Frankivsk (Stanislau) se găsea Divizia 4 Infanterie, comandată de către generalul Franciszek Aleksandrowicz. În adâncime se mai afla o grupare eterogenă neprecizată, de forțe. La sud de Nistru, comanda tuturor trupelor revenea generalului Wacław Iwaszkiewicz-Rudoszański⁠(pl)[traduceți], în timp de la nord de Nistru acestea se aflau sub comanda generalului Józef Haller⁠(pl)[traduceți].
Conform informării făcute de polonezi, a rezultat că aceștia ar fi știut de înaintarea unei divizii românești, cu care Divizia 3 Infanterie poloneză ar fi urmat să coopereze,  dinspre Muncaci (maghiară Munkács) spre Colomeea (Kołomyja), nu și că ar fi știut de înaintarea trupelor române până la aliniamentul Oleșa (Olesza) – Nadvirna (Nadwórna). Istoricul militar Ion Giurcă pune la îndoială acest aspect, fără a exclude însă existența unor probleme de comunicare între conducerea politico-militară a Poloniei și marea unitate poloneză aflată în Galiția.
Exceptând faptul că prezența trupelor române era agreată și că cei doi generali au convenit ca, pe moment, înaintarea trupelor să fie oprită, militarii polonezi au precizat că doresc să înainteze până la granița cu Bucovina, iar militarii români să se retragă treptat. De asemenea, aceștia au afirmat că doresc să fie permisă înființarea de organizații politice poloneze, bunurile statului și materialul de război să nu fie evacuate și rechizițiile să fie făcute contra plată sau chitanță, precizând totuși, că, acestea erau cerințe cu caracter neoficial. Aceste solicitări se aflau în dezacord însă, atât cu înțelegerile anterioare politice, cât și cu viziunea militarilor români (anterior exprimată prin ordonanțele date).

#### Stabilirea liniei de demarcație
A doua zi a venit un răspuns polonez în termeni diplomatici, referitor la stabilirea liniei de demarcație, de la colonelul Leon Berbecki, comandantul brigăzii de infanterie din Divizia 3 Infanterie poloneză, cu care trupele române se aflau în contact. Acesta a sugerat ca detașamentul român, ajuns la Nadvirna (Nadwórna), să rămână acolo împreună cu polonezii, în  timp ce, un pluton de cavalerie poloneză urma să fie dislocat la  Deleatîn (Delatyn), unde se aflau deja militari români. Propunerea nu a fost considerată oportună de către generalul Zadik, acesta ordonând-ui colonelului Petre Cănciulescu să redacteze un răspuns în consecință. Pe lângă litigiul privind Nadvirna (Nadwórna), exista însă în plus și o problemă referitoare la diferențele de rang militar și de responsabilitate în ce privește trupele, dintre reprezentantul român (Zadik) și cei polonezi (Krajowski⁠ și Berbecki), care, începuseră discuțiile.
Necesitatea de a se cunoaște reciproc și de a stabili un climat de încredrere, cu polonezii, a determinat debutul unei corespondențe formale între generalul Iacob Zadik și omologii săi polonezi, care, nu a rezolvat însă problema de fond a unei linii de demarcație între trupele celor două armate.
Este de menționat totuși, că, din punct de vedere al importanței strategice, linia ferată care trecea prin Deleatîn (Delatyn) lega Rutenia inclusiv de Polonia Centrală.
La 30 mai, atașatul militar polonez de la București, împreună cu generalul Constantin Prezan, au convenit ca să faciliteze comunicarea dintre autoritățile militare aflate pe teren în Galiția, prin detașarea reciprocă a unor ofițeri de legătură pe lângă comandamentele trupelor române și poloneze, aflate pe teren. Din partea poloneză, a fost nominalizat locotenentul Boguslas de Horodynski. A doua zi, trupele Diviziei 3 Infanterie poloneze s-a retras spre Ivano-Frankivsk (pe atunci Stanisalu), mai puțin o singură companie rămasă la Nadvirna (Nadwórna), având ca motiv oficial necesitatea păzirii unor depozite ale armatei poloneze. Militarii polonezi care s-au retras de aici, au declarat că o fac sub presiunea forței. Același ordin de retragere l-au primit și militarii Diviziei 4 Infanterie, aflați pe teritoriul controlat de români. Tot la data de 31 mai, colonelul Gheorghe Liciu s-a deplasat la Colomeea (Kolomea), unde, s-a întîlnit cu comandantul Diviziei 4 Infanterie poloneză, generalul Franciszek Aleksandrowicz. Acesta a solicitat ca, în teritoriul controlat de români populația să fie dezarmată, dar să fie permise recrutări pentru completarea Diviziei 4 Vânători poloneză. Pentru cazul în care comandamentul român ducea lipsă de trupe de etapă, drept efect al lungirii liniilor de aprovizionare, Aleksandrowicz s-a oferit să trimită, sub comanda unor ofițeri români, batalioane de etapă poloneze.
Evidența situației pe teren demonstra astfel că, exista o diferență de optică între partea poloneză și cea română: astfel în timp ce militarii polonezi doreau soluționarea problemelor la nivel local, prin înțelegeri între comandanții trupelor aflate în contact, românii țineau să urmeze linia stabilită de eșalonul superior și să mențină situația de pe teren, ambele aflate în contradicție cu cererile polonezilor. Pe de altă parte, comunicarea întărziată între factorii decizionali se transformase în sursă de tensiune pe teren, cu potențial conflictual direct.
La 31 mai, Marele Cartier General român a transmis Ordinul Nr. 1405 semnat de către generalul Henri Cihoski (subșef al Statului Major General român), prin care se reconfirmau precizările Ordinului nr. 1195 din 22 mai 1919, referitoare la linia de demarcație stabilită inițial. Ordinul a precizat suplimentar că, atașatului militar polonez de la București i s-a cerut să se deplaseze personal în Galiția, pentru a a aplana neînțelegerile apărute și a stabili linia de demarcație, de comun acord. De asemenea, ordinul a impus ca să i se comunice comandamentului trupelor poloneze aflate la sud de Nistru, următoarele:
„a) Intrarea trupelor noastre în Galiția s-a făcut după cererea scrisă a atașatului militar polon și comandamentului superior polonez;
b) Prin această cerere am fost rugați să înaintăm până la o linie care se găsește mai la vest de acea pe care ne găsim actualmente;
c) Trupele noastre rămân unde se găsesc până ce se va stabili între între Marele Cartier General român și Marele Cartier General polonez linia de demarcație. Ele vor păstra o atitudine corectă față de trupele poloneze;
d) S-a cerut comandamentului superior polonez să se retragă la vest de linia pe care se găsesc trupele Diviziei 8-a. Să trimită un delegat pentru ca de comun acord să se stabilească linia de demarcație între trupele poloneze și cele române.”
La 1 iunie 1919, la Colomeea (Kolomea) au sosit un ofițer polonez și ofițerul francez de naționalitate română Pop Bucur, care au adus o scrisoare de la comandantul Armatei de Est poloneze, generalul Józef Haller. Datată 29 mai, aceasta notifica partea română de trimiterea a trei ofițeri polonezi, destinați conform opiniei istoricului Ion Giurcă, să-l reprezinte pe Haller în ce privește discutarea și reglementarea problemelor aflate în litigiu. În aceeași zi, comandantul Diviziei 4 Infanterie poloneză, generalul Franciszek Alexandrowicz, a trimis o scrisoare în care a comunicat, la cererea generalului Zadik, faptul că cererile făcute anterior de generalul polonez fuseseră făcute în numele Marelui Cartier General polonez, aflat la Varșovia. Scrisoarea a notificat de asemenea că, ofițerii polonezi de legătură se află pe drum spre Otînia (Ottynia) și Colomeea (Kolomea).
Trei zile mai târziu, la 4 iunie, negocierile politice și militare desfășurate s-au concretizat prin Ordinul nr. 1459 al Marelui Cartier General Român, adresat Corpului IV Armată, prin care s-a ordonat cedarea localității Nadvirna (Nadwórna) polonezilor și s-a consemnat stabilirea liniei de demarcație pe aliniamentul:
„Lubiznia – nord Loieva (poloneză Łojowa) – sud Verhnii Maidan (poloneză Majdan Górny) – Huta (germană Glashütte) – nord-vest Serednii Maidan (poloneză Majdan Średni, germană Serednij Majdan) – sud cota 350 – Neudf (exclusiv) – sud Uhornîkî (poloneză Uhorniki) – Ottynia – nord Zakrivți (poloneză Zakrzewce) – sud Hostiv (poloneză Hostów, germană Hostiw) – sud Prîbîliv (poloneză Przybyłów) – nord Puzniki – nord cota 304 – Pasieka – Niezwiska.”
În aceeași zi, Corpul IV Armată a remis Diviziei 8 Infanterie un ordin de operațiuni în conformitate cu ordinul eșalonului superior, prin care s-a precizat și faptul că, nu este cazul să se organizeze un front defensiv între Nistru și Carpați, împotriva polonezilor. După ce la 6 iunie (5 iunie după o altă sursă) comandamentul Diviziei 8 Infanterie a revenit la Cernăuți, pentru  ameliora comunicarea între comandanții aflați pe teren, la 10 iunie a fost stabilită o legătură telegrafică între Colomeea (Kolomea) și Ivano-Frankivsk (Stanislau), prin grija șeful Serviciului telegrafic al Diviziei 8 infanterie, maiorul Constantin Turbatu. Urma să fie, de asemenea și o legătură telefonică, desele întreruperi ale comunicațiilor care au urmat, impunând până la urmă realizarea a două trasee independente, unul care trecea prin Otînia (Ottynia) și unul care trecea prin Nadvirna (Nadwórna) și Deleatîn (Delatyn). Până la 29 iunie a fost extinsă legătura până la Cernăuți, astfel că traseul telegrafo-telefonic de comunicație, dintre comandamentele Diviziilor 4 Infanterie poloneză și 8 Infanterie română, a putut servi  comunicării dintre  Marile Cartiere Generale, român și polonez (ultimul aflat la Varșovia). Locotenentul Hofman, din Batalionul 8 Pionieri, a primit însărcinarea de a asigura legătura telefonică și telegrafică dintre Ivano-Frankivsk (Stanislau) și Cernăuți, fiind detașat pe lângă Divizia 4 Infanterie poloneză.
Pe lângă marea unitate poloneză menționată mai sus, au fost numiți de către generalul Iacob Zadik, drept ofițeri de legătură, maiorul Stan Constantinescu, alături de locotenenții Foch și Gallin. Aceștia s-au aflat în legătură directă cu colonelul Petre Cănciulescu, care, fusese numit comandant al forțelor române din Pocuția.

#### Problemele asociate cu Divizia 4 Vânători poloneză

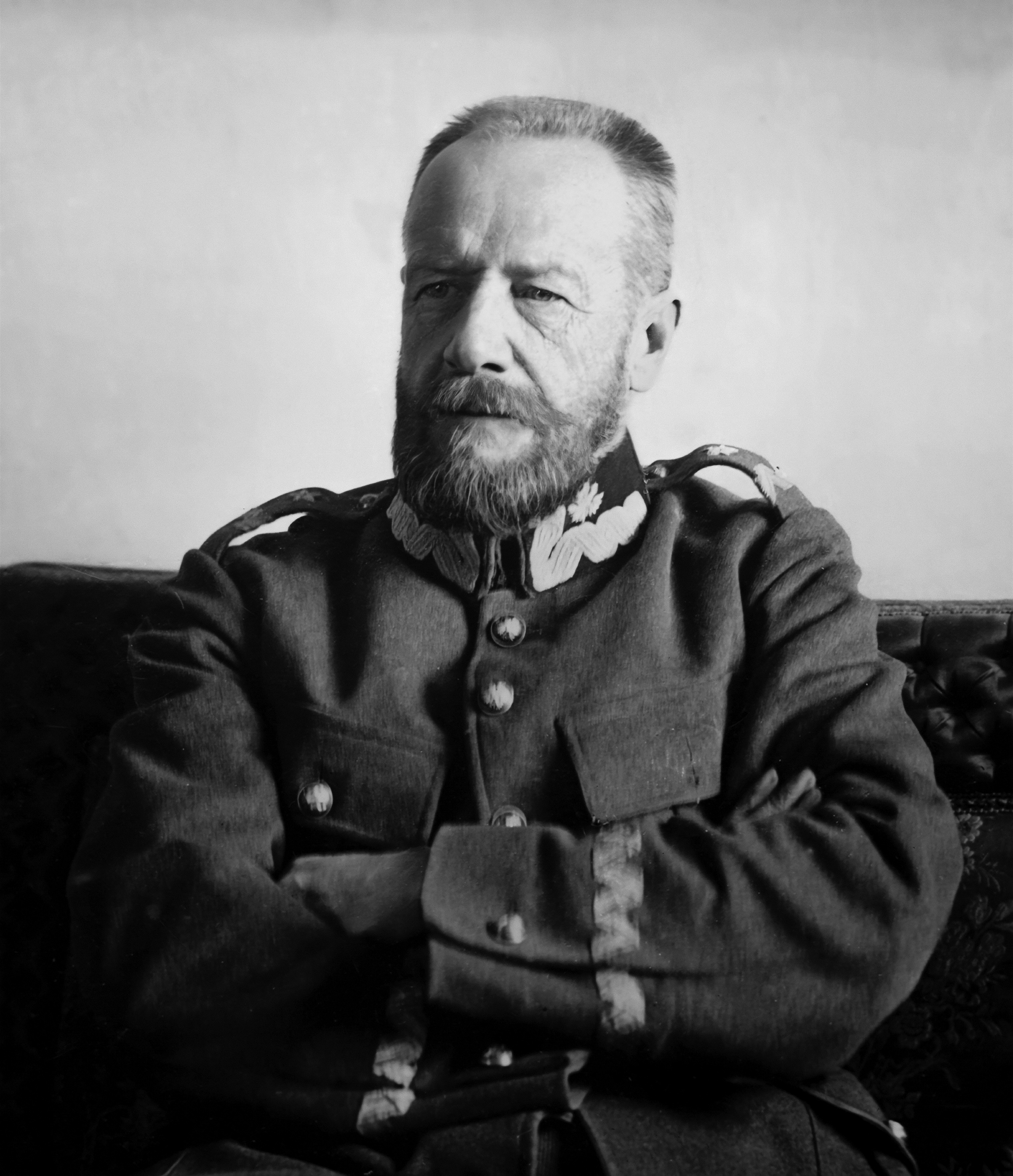
Generalul Lucjan Zeligowski, comandantul Diviziei 4 Vânători poloneză

Ca efect al solicitării adresate României de către Marele Cartier General Polonez, Divizia 4 Vânători poloneză⁠(pl)[traduceți], aflată la începutul lunii mai 1919 în contact cu trupele bolșevice la est de Nistru, limitrof sudului Basarabiei, a fost retrasă de pe front, fiind trimisă la nord-est de Cernăuți în zona Verbăuți – Vaslăuți – Dobronăuți. Scopul manevrei era acela de a concentra marea unitate cu un efectiv de 9.000 de oameni, în vederea sprijinirii apropiatei ofensive poloneze, care, urma să aibă loc în Galiția. Din zona stabilită pentru concentrare, trupele poloneze urmau să fie trecute în Galiția, pentru a ajunge la Ivano-Frankivsk (Stanislau). Ajunse în Bucovina, acestea s-a dovedit un factor de dezordine pe teritoriul respectiv și problemele apărute cu această ocazie au depășit în gravitate, pe cele date de stabilirea liniei de demarcație cu polonezii, în centrul Galiției.
Primul tren cu trupe și materiale poloneze a ajuns la Noua Suliță, la 27 mai. De aici, polonezii s-au deplasat în marș, spre zona de concentrare. Odată cu cantonarea militarilor polonezi în satele din zonă, au început numeroase jafuri, scandaluri, devastări și loviri, în condițiile în care ofițerii polonezi nu au dovedit că fac eforturi pentru a-și controla trupele. În acest context, generalul Zadik a solicitat la 7 iunie 1919 generalului Petala evacuarea diviziei din Bucovina de urgență.
Prin Ordinul nr. 1613, Marele Cartier General a dispus ca divizia poloneză, la momentul respectiv aflată în regiunea Sadagura, să treacă în subordinea comandamentului condus de către generalul Józef Haller și să fie dislocată în partea de Galiție aflată sub autoritatea guvernului polonez. Transportul trupelor urma să înceapă la 12 iunie, cu trenul până la Otînia (Ottynia) și ulterior în marș pe jos, până în zona care urma a fi stabilită de către comandamentul polonez. Itinerarul și etapele urmau a fi fixate de către comandamentul Corpului IV Armată român (aflat la acel moment sub comanda generalului Zadik). Organizarea și coordonarea acestei acțiuni a revenit comandamentului Diviziei 8 Infanterie.
Atât pe fondul problemelor legate de asigurarea la termenele stabilite și la un nivel suficient de către partea română, de material rulant necesar transportului pe calea ferată a efectivelor poloneze, cât și al unor dificultăți de comunicare între reprezentanții armatelor poloneze și română, au apărut incidente legate de deplasarea trupelor poloneze. S-au asociat, de asemenea, o slabă disponibilitate și posibilitate a ofițerilor polonezi ai Diviziei 4 Vânători, de a restabili ordinea și de a urgenta intrarea în zona operațiilor militare.
 Cel mai grav incident a debutat în noaptea de 15 spre 16 iunie la Colomeea (Kolomea) și a avut drept protagoniști militari ai regimentului de artilerie al diviziei poloneze. Cantonarea lor în localitate a condus la dezordini, în urma cărora au murit 5 evrei. Raportând acest caz, precum și alte acte de vandalism comise de către trupele poloneze Marelui Cartier General român, generalul Zadik a solicitat ca să se intervină pe lângă Legația poloneză din București, astfel încât să fie luate măsuri împotriva vinovaților. Deferit spre cercetare autorității cu atribuții în domeniu din cadrul Diviziei 8 infanterie, cazul a fost preluat spre cercetare de către locotenentul Gheorghe Băciulescu din Regimentul 3 Grăniceri și de către procurorul Ogonowski din Colomeea (Kolomea), în baza unor reclamații scrise ale celor afectați și ale unor martori. Astfel, deși locotenentul polonez Baczinski, membru al tribunalului Diviziei 4 Infanterie poloneză, a remis Comandamentului român din Pocuția o notă de serviciu, prin care a disculpat soldații polonezi de responsabilitate, punând crimele respective pe seama unor particulari fără a aduce vreo dovadă în acest sens, cercetările părții române coroborate cu acțiunea procurorului Ogonowski și ale expertizelor medicale, au concluzionat că responsabilitatatea revenea soldaților din Bateria Nr. 2 a divizionului de artilerie condus de către polonezul Zalenkowski. Din dosarul întocmit au lipsit totuși dovezile directe, concluzia finală bazându-se pe coroborarea prezenței trupelor poloneze în regiune, a contactului acestora cu polonezii din Colomeea (Kolomea) și a incitării produse prin ziarele primite de la farmacistul Lopatka din Colomea (Kolomea), cu prădăciunile și atrocitățile și săvârșite în același timp în comuna Racowski și cu felul leziunilor găsite la cadavre.
Un alt caz legat de dificultățile asociate tranzitului trupelor poloneze a apărut la 16 iunie, când militari ai Regimentului 1 Cavalerie poloneză, aflați în drum spre Tlumaci (Tłumacz), au arestat fără a cere avizul autorităților militare române, la Zabietov, 2 ingineri din localitate. Dat fiind faptul că, astfel se produsese o încălcare a atribuțiilor autoritaților române de ocupație și a suveranitatății exercitate de trupele române, la ordinul generalului Iacob Zadik, administrația teritoriului ocupat i-a pus în vedere comandantului regimentului polonez că, arestarea respectivă este considerată drept o măsură arbitrară, de netolerat de către partea română, drept care acesta trebuie să predea imediat pe cei arestați.
La 19 iunie 1919, Divizia 4 Vânători poloneză a terminat concentrarea în zona Tîsmenîceanî (Tyśmieniczany) – Tlumaci (Tłumacz). Marea unitate poloneză fiind trimisă pe frontul polono-ucrainean, în contextul luptelor desfășurate acolo însă, a devenit posibil ca Divizia 4 Vânători poloneză să se retragă prin Pocuția, ceea ce a impus stabilirea unor noi legături cu aceasta, pentru a fi evitate incidentele.

### Organizarea teritoriului ocupat

#### Dispozitivul militar

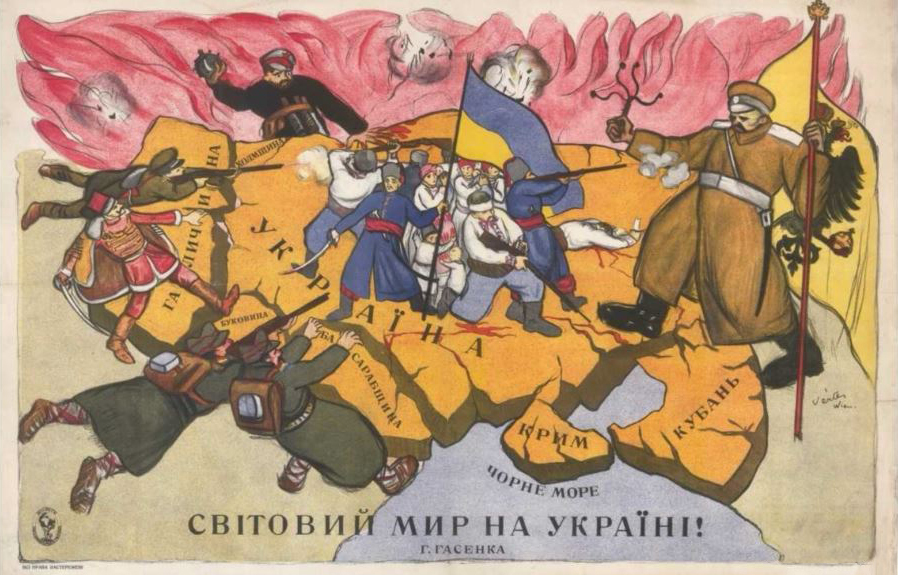
Caricatură aflată în relație cu Conferința de pace de la Paris din 1919, cu titlul „Pacea mondială în Ucraina !”. Arată Ucraina și ucrainenii din centru înconjurați de un bolșevic (la nord), de un soldat rus al Armatei Albe (la est), de soldați polonezi, maghiari și români (la vest).

Odată aliniamentul dorit atins, trupele diviziei au trecut de la un dispozitiv ofensiv la unul defensiv. Cele trei detașamente au fost dizolvate și terenul atribuit trupelor române a fost organizat în două sectoare, Horodenka si Ottynia (Otînia), avându-se în vedere bararea căilor de comunicații dinspre est și organizarea unor puncte de rezistență. Misiunile trupelor române urmau să fie acelea de a supraveghea frontiera cu forțe puține și de a interzice pătrunderea în Pocuția și Bucovina a unor forțe ostile, de a menține ordinea în spatele liniei frontului și de a administra zona militară.
Până la 8 iunie, dispozitivul trupelor a fost reorganizat, astfel încât să fie create în ce privește apărarea Pouției și Bucovinei, o linie de supraveghere și una principală de rezistență. În sectorul Otînia (Ottynia), a fost interzisă organizarea de amenajări defensive orientate spre vest, unde se aflau trupele poloneze. În ce privește linia de supraveghere, la nivelul ei trebuiau create puncte de sprijin pe direcțiile de interzis, cu forțe aflate la dispoziția sectoarelor. În ce privește sectoarele, trupele acestora trebuiau să hărțuiască, în funcție de situație, inamicul care ar fi trecut Nistrul și să lupte pe aliniamente succesive, până la poziția principală de rezistență. Aceasta din urmă trebuia organizată pe puncte de sprijin, de către rezerva diviziei, datoare să intervină oportun și ferm pe orice direcție, să execute recunoașteri și să fie permanent în contact, cu comandanții de sectoare. Aliniamentul reprezentat de linia principală de rezistență a fost stabilit la nivelul localităților Pecenijîn (poloneză Peczeniżyn,) – Lisna Slobidka (poloneză Słobódka Leśna, germană Lisna Slobidka) – Korșiv (poloneză Korszów, germană Korschiw) – Obertîn (poloneză Obertyn) – Vikno (poloneză Okno) – Cerneatîn (poloneză Czerniatyn, germană Tschernjatyn) – Iaseniv-Pilnîi (germană Jasieniów Polny, poloneză Jasseniw-Pilnyj) – Vrânceni, Zastavna (germană Werenczanka) – Zastavna (poloneză Zastawna) – Iurcăuți (germană Jurkoutz)) – Balamutca (Balamutovca). Arealul a fost împărțit din nou în două sectoare, Horodenka și Zastavna.

#### Administrarea teritoriului
La momentul intrării trupelor române în ținut, pe teritoriul acestuia, asupra apartenenței căruia Conferința de Pace încă nu se pronunțase, aveau loc operatiuni militare de anvergură, ceea ce și-a pus amprenta asupra necesităților trupelor române. În mod oficial, Marele Cartier General a anunțat că trupele române vor proteja populația regiunii de o invazie bolșevică, indiferent de naționalitate și religie, justificând prezența militarilor români în zona Transcarpatiei, prin existența unor necesități militare asociate conflictului româno-ungar.
Pe de altă parte, necoordonarea acțiunilor cu autoritățile poloneze, mentalitatea de învingător a trupelor române și uneori, permanenta teamă de acțiunile bolșevice sau ucrainene au dus și la exagerări ale românilor. Protestele Legației Poloniei din Capitala României, referitoare la abuzurile romanești, în special cu referire la situația din Colomeea (Kolomea), s-au tinut lanț.

##### Regimul administrativ

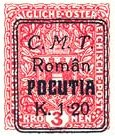
Marcă poștală austriacă având supratipar românesc C.M.T. (Comandamanentul Militar Teritorial), emisă în anul 1919 la Colomeea

La 28 mai, generalul Zadik a emis o ordonanță, prin care, a fost instaurată starea de asediu în zona controlată de către trupele române. Printr-o altă ordonanță (Nr. 2) emisă a doua zi, a stabilit măsuri privitoare la siguranța armatei, ordinea publică și garantarea teritoriului. Împreună cu acestea, Instrucțiunile No 3247 pentru organzarea militară a teritoriului ocupat au constituit baza necesară unui comandament militar (Comandamentul Militar Teritorial), care a preluat în administrare teritoriul ocupat. Sediul acestuia a fost stabilit la Colomeea (Kolomea). În oraș, pe clădirile oficiale au fost arborate atât drapelul român, cât și cel polonez.

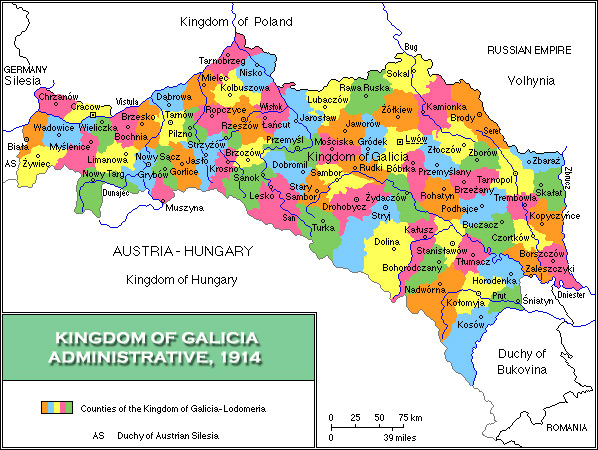
Regatul Galiției și Lodomeriei, harta administrativă din 1914.

S-a trecut, de asemenea, la organizarea administrației civile, aceasta fiind compusă uzual de comandantul companiei de grăniceri și de reprezentanți ai tuturor ramurilor administrației. Un comandant militar, subordonat Comandamentului Militar Teritorial, a fost instalat în fruntea fiecărui district (poloneză powiat), aceste districte corespunzând, în general, precedentelor districte civile. În baza structurii numerice a populației, instituțiile primăriilor au fost reorganizate.
Ca și semn de o deosebită încredere, deși Aliații nu stabiliseră care va fi viitorul Pocuției, România a acceptat atașarea unor funcționari civili (comisari) polonezi, pe lângă generalul Zadik. Acest act urma să ajute atât la stabilirea legăturilor dintre armata de ocupație și populație, care în unele cazuri era majoritar poloneză, cât și la restabilirea ordinii într-un teritoriu în care nici o instituție publică nu mai putea funcționa normal, zona fiind devastată de nereguli, jafuri și atacuri și paralizată de acțiuni diversioniste ale diverselor naționalități sau ale bolșevicilor.
Reorganizarea instituțiilor și serviciilor regiunii a implicat și serviciile poștale, personalul civil al oficiilor poștale fiind pus sub autoritatea unui Comandament Militar roman P.T.T., în fruntea căruia s-a aflat maiorul Turbatu și având salariile plătite de către armată.
Printre exagerările imputabile trupelor române s-a aflat crearea impresiei că, românii pregăteau un război religios, împreună cu evreii, instrumentat împotriva polonezilor catolici. Aceasta s-a întâmplat datorită faptului că, ocupația românească a rupt legătura dintre Arhidioceza de Liov⁠(fr)[traduceți] (Lemberg) și decanatele Colomeea (Kolomea), Horodenka și Ivano-Frankivsk (Stanisalu).

##### Balansarea problemelor etnice
Date fiind compoziția etnică mixtă a zonei și complexitatea situației asociată acesteia, comandamentul român a ales în ce privește instalarea pe post a funcționarilor superiori civili districtuali, o soluție neutră, destinată să evite unele complicații și să potolească spiritele unei populații, în care, se amestecau ucraineni, polonezi și evrei, fiecare dintre etnii având pretenții justificate în ce privește implicarea în activitatea administrației locale. Astfel, polonezii doreau prioritate în ocuparea unor funcții, prioritate solicitată și de ucrainenii majoritari, care, fuseseră înlăturați. Cei mai mulțumiți erau evreii, care, nu doreau decât să le fie păstrate facilitățile economice și cele de natură comercială. Autoritatea militară română nu a permis însă asigurarea unei preponderențe poloneze sau ucrainene în administrația locală, ceea ce a generat nemulțumiri de ambele părți.
În 3 districte au fost instalați astfel, prefecți polonezi și subprefecți ucraineni, iar în altele 3, prefecți ucraineni și subprefecți polonezi. A fost adoptată o manieră similară de rezolvare și la nivelul comunelor. Au existat de aceea nemulțumiri din partea populației poloneze, care, în timpul scurs de la retragerea trupelor ucrainene și sosirea trupelor române apucase să izgonească în numele statului polonez, din administrație, funcționarii ucraineni. Este de menționat astfel că, românii au fost de acord cu numirea funcționarilor polonezi, mai înainte ca Aliații să ia o decizie finală cu privire la acest teritoriu. Localnicilor li s-a ordonat să predea armele (au fost efectuate și percheziții, pentru a verifica respectarea în acest sens, a ordinului respectiv) și să înlăture steagurile poloneze.
Este de menționat totuși că, la Colomeea (Kplomea), la 31 mai generalul polonez comandant al Diviziei 4 Infanterie, Franciszek Aleksandrowicz, a solicitat colonelul Gheorghe Liciu ca în teritoriul controlat de români populația să fie dezarmată, dar să fie permise recrutări pentru completarea Diviziei 4 Vânători poloneză.
Pe de altă parte, conform istoricului polonez Rafał Roguski, în contextul în care milițiile poloneze au fost dezarmate de români (succesiv unor incidente în zona Prutului), menținerea milițiilor înarmate ucrainene în satele de ucraineni și nepercheziționarea caselor ucrainene, în aceeași măsură cu a celor poloneze, a determinat însă apariția unor incertitudini justificate și a provocat îngrijorări, etnicilor polonezi. Situația s-a stabilizat de abia la începutul lunii iunie, când comandamentul român a ordonat dezarmarea și a ucrainelilor.
Administrația a fost organizată pe sistemul ordonanțelor specifice  războiului, care, au reglementat foarte clar modul de administrare și probleme precum cenzura sau libertatea de mișcare. În mod flexibil, regimul acestor ordonanțe a fost schimbat, în momentul în care în Pocuția s-a instaurat liniștea.
Într-un articol din  anul 2000 din „Ucraina: patrimoniu cultural, conștiință națională și statalitate”, publicat la Liov (Lemberg), Constantin Croitor a susținut că autoritățile române au încercat să limiteze acțiunile ilegale ale polonezilor. Printre altele, cererea unui comandant polonez de a rămâne la Nadvirna (Nadwórna) a fost refuzată de către generalul Zadik, la 31 mai 1919, datorită „... comportamentului de neiertat al ofițerilor și al rangurilor inferioare ...” ale armatei poloneze. Motivul invocat de Zadik a fost acela că trupele poloneze răspândeau frică și panică, ucigând civili, iar populația locală a cerut armatei române „să protejeze administrația ucraineană și militarii săi din Pocuția și o parte a teritoriului de la nord-est de Nistru”.
În contrapartidă, polonezii au fost nemulțumiți de administrația militară românească. Astfel, un memorandum trimis de locotnenetul Horodinski, ofițer polonez de legătură, la 27 iunie 1919 către Ministerul Afacerilor Externe al Poloniei, a menționat faptul că, din punctul de vedere al autorului, autoritățile române tratau populația poloneză din sud-estul Galiției în cel mai rău mod posibil. O mențiune specială era adresată în memorandum căpitanului Mironescu. Acesta, ce avea calitatea de comandant al administrației din Colomeea (Kolomea), îi numea pe soldații polonezi, bandiți. Speriați de ucraineni, oficialii români au înscris, de asemenea, în seriviciul local de jandarmerie, etnici ucraineni, în timp ce au scos din funcție pe polonezi și au închise școlile de limbă poloneză. Mai mult, conform lui Horodinski, Pocuția a devenit un loc de adunare pentru soldații unităților militare ucrainene distruse, ceea ce constituia un pericol pentru polonezi. Pe de altă parte, românii nu au reușit să suspende, conform undei telegrame a Ministerului Afacerilor Externe polonez către reprezentanța sa din București, acțiuni anti-bolșevice și anti-poloneze (precum discursuri publice), ale ucrainenilor.
 O analiză ucraineană publicată în anul 2020 a concluzionat că, în fapt, autoritățile militare române nu au făcut vreo diferență între polonezi și ucraineni. Astfel, atât ziarele de limbă ucraineană cât și cele de limbă poloneză au fost suspendate, la Colomeea (Kolomea), doar presa de limbă germană provenită din Cernăuți, fiind permisă. Aceasta a răcit entuziasmul cu care mulți dintre polonezi îi așteptaseră pe români, ca pe niște eliberatori. Este de menționat astfel, conform aceluiași autor că, în satele ucrainene românii au lăsat milițiile locale să existe, sub controlul comandanților locali ai trupelor române de ocupație. Pe de altă parte, au și fost permise recrutări din satele poloneze, pentru completarea Diviziei 4 Vânători poloneză. Totuși, comportamentul administrației militare române le-a dat pe plan local etnicilor ucrainenilor, precum și unor comandanți ai armatei ucrainene, speranța de a putea fi construit nucleul unei Ucraine independente, în Pocuția.

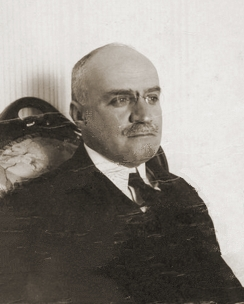
Comisarul civil al guvernului polonez atașat pe lângă generalul Zadik, Edmund Jurystowski.

O altă problemă nevralgică în ce privește administrația românească a teritoriului a fost reprezentată de problema evreiască, în condițiile în care, conform unor statistici, peste 15 % din populația Galiței avea origine evreiască. Astfel, numai în Galiția Orientală erau 600.000 de evrei din totalul celor 5.300.000 de locuitori, conform statisticii prezentate de Roman Dmowsky⁠(en)[traduceți] Conferinței de Pace (de altfel, problema respectivă, care, implica întreaga Galiție Orientală, avea conexiuni cu stabilitatea și unitatea Poloniei). De aceea, acuzele în ce-l privește pe căpitanul Mironescu nu s-au oprit la cele specificate mai sus. Astfel acesta, în lipsa unor translatori de încredere care să faciliteze înțelegere cu autoritățile române, a introdus germana, vorbită de comunitatea evreiască, majoritară în Colomeea (Kolomea), drept limbă oficială, publicând însă în același timp ordonanțele în cele patru limbi vorbite în Pocuția (poloneză, ucrainenană, germană și română). Această acțiune a lui Mironescu, ofițer care avea sprijinul masiv al comunității evreiești, a fost prilej de atac din partea publicației poloneze Gazeta Poranna din Liov (Lemberg), care, a creionat o perspectivă sumbră și i-a acuzat la 14 iulie 1919 pe români, de colaborare cu evreii. Conform gazetei respective, conducerea orașului Colomeea (Kolomea) fusese preluată de evrei, autoritățile române favorizând constant pe evrei, în dauna polonezilor, cu speranța atragerii de simpatii, utile și necesare în ce privește anexarea Pocuției de către Regatul României.  Mai mult, armata română a fost acuzată de rechiziționarea masivă de alimente (printre care și a 60 de vagoane de zahăr, produs deficitar), de lemne, furaje și mobilă. Interzicerea circulației presei poloneze și instaurarea cenzurii au fost de asemenea atacate. În urma investigațiilor derulate de către generalul Zadik, împreună cu Edmund Jurystowski⁠(pl)[traduceți], comisar civil al guvernului polonez atașat comandamentului Diviziei 8 Infanterie și Walenty Bielawski, însărcinat polonez pentru afaceri interne in Pocuția, acuzele referitoare la rechiziții și preluarea conducerii orașului de către evrei, cu suport românesc, au fost infirmate. Este de menționat astfel în context că, în Pocuția, din cei 10 conducători de departamente administrative, 9 erau polonezi și unul ucrainean.
Realitatea de pe teren era aceea că, în Colomeea (Kolomea), conform statisticilor românești, din 36.000 de locuitori peste 17.000 erau evrei, 10.000 erau polonezi, 7.000 erau ucrainieni și 2.000 erau germani. Revenind un consilier la 1.000 de locuitori, Consiliul Comunal format de generalul Zadik avea 17 evrei, 10 polonezi, 7 ucraineni și 2 germani, primarul find un polonez, cu un adjunct evreu și unul ucrainean. Aceasta se întâmpla în contextul în care, exista amintirea recentelor pogromuri poloneze din Liov (Lemberg) și Vilnius (germană Wilna, poloneză Wilno). De altfel, chiar și cu restricțiile impuse de români, militari polonezi deschiseseră focul la 28 mai 1919 în piața centrală a Colomeei, împotriva unor civili evrei, iar la Racowski membri ai Diviziei 4 Vânători poloneze jefuiseră și măcelăriseră evrei, în perioada 14-16 iunie 1919.
O altă realitate este că, evidenta protecție asigurată de către autoritățile române evreilor, în asociere cu intransigența și excesele poloneze, determinaseră apariția unui curent de simpatie în centrele evreiești, pentru trupele române. Acest lucru a dus la militarea de către importanți factori de decizie ai comunității evreiești, pentru anexarea Pocuției la România, chiar în absența unor demersuri în acest sens, din partea statului român.
Conform istoricului Florin Anghel, este posibil totuși ca autoritățile românești să fi tolerat unele manifestări naționaliste ale iudaismului și introducerea limbii germane ca limbă oficială în Pocuția, pentru a evita aderarea masivă a comunităților evreiești la bolșevism, fără a prigoni însă elementele poloneze. Au existat cu toate acestea, însă, măsuri de temperare a acestora, în contextul în care sprijinirea lor fățișă ar fi condus, conform aceluiași istoric, la noi masacre, de această dată imputabile autorităților române, care, răspundeau de teritoriul respectiv.

##### Problemele economice
Este de menționat că pe teritoriul Pocuției, exista mult material de război dorit atât de polonezi cât și de români și rămas în special de la trupele austro-ungare, dar și de la cele ucrainene. În ce privește bunurile militare respective (inclusiv cele rămase de la armata germană), acestea au fost rechiziționate de trupele române. Materialele aflate în depozitele de armament, muniție și alimente, precum și materialul rulant de cale ferată aflat în evidență militară au fost inventariate și evaluate de către comisii instalate la Colomeea (Kolomea), Otînia (Ottynia) și Cernăuți, fiind trimise după înregistrare, în România. Conform atașatului militar polonez însă, au existat și vehicule militare și agricole rechiziționate, care, au fost trimise în Bucovina fără înregistrare. O excepție notabilă a fost reprezentată de o mare parte a alimentelor aflate în depozite, care, a fost distribuită populației, greu afectată de război. Restul alimentelor a fost cumpărat și trimis în România.
Per ansamblu, situația locuitorilor din zona montană și de la poalele Carpaților s-a înrăutățit în acest interval, apărând foametea, ceea ce i-a determinat pe mulți dintre huțulii de la munte să călătorească în Bucovina, astfel încăt să poată pune ceva deoparte pentru iarnă. Lipsa persistentă de bunuri de primă necesitate a favorizat contrabanda dinspre Bucovina spre Pocuția, desfășurată însă uneori și cu consimțământul tacit sau chiar cu sprijinul punctelor vamale din Nepolocăuți (Nepolokoutz) și Orășeni (germană Oroscheny). Piața neagră a devenit un element important al economiei în regiune, dar existența acesteia împreună cu cea a contrabandei, tolerate de autoritățile române, au permis totuși ameliorarea furnizării de alimente, în zonă. Un alt lucru care a fost imputat românilor a fost reprezentat de inacțiunea în ce privește corupția, larg răspândită la acel moment, în regiune.
Ocuparea de către trupele române a regiunii s-a făcut prin suportarea costurilor aferente acțiunii în cauză, de către România. Pentru aprovizionarea structurilor militare s-au făcut rechiziții, în baza unor bonuri de rechiziții care urmau să fie răscumpărate ulterior (ceea ce s-a și întâmplat) și s-au cumpărat cu plată materiale, din zonă. Sosirea românilor a generat totuși neîncredere și teamă în populație, care fiind subiectul rechizițiilor, le-au perceput pe acestea ca fiind extrem de deranjante, în special în ceea ce-i privește pe țăranii din zonă, când subiectul acestor rechiziții erau caii. De altfel, rechizițiile efectuate de către comandanți români au fost considerate pur și simplu tâlhărie, de către polonezi. Un alt subiect care a generat aceleași sentimente au fost furturi, din partea soldaților. În plus, datorită diferențelor de limbă (românii nu cunoșteau limba ucrainenană sau vreo altă limbă slavă), cu românii s-a putut comunica, în general, dificil, iar ofițerior români le-a fost adusă acuzația că s-ar fi remarcat, conform istoricului polonez Rafał Roguski, prin aroganță.
Au existat totuși și exagerări ale românilor, privind rechizițiile, exemple fiind în acest sens fiind vagoanele rafinăriei din Krosno, luate din gara Pecenijîn (poloneză Peczeniżyn, germană Petschenischyn), sau lemnul din pădurea Roshacz. Cu toate acestea, în ansamblu, volumul rechizițiilor a fost semnificativ mai mic decât cel necesar, compensării pierderilor suferite de trupele române. De asemenea, materialele luate au aparținut fostei Monarhii și armatei acesteia, fiind ridicate în perioada de început a stăpânirii române în Pocuția, într-o vreme în care nu exista o precizare referitoare la cine va stâpâni, în final, teritoriul respectiv.
Istoricul polonez Rafał Roguski are o altă părere, afirmând că, per ansamblu, solicitările trupelor române au acoperit costul intervenției, deși la limită. Pe plan local polonezii au raportat cereri militare excesive, precum și exporturi de echipamente și de unelte agricole, de produse petroliere, de gatere, de mașini și de material rulant.
Au fost, totuși, repuse în funcțiune căile ferate și a fost asigurat bunul mers al spitalelor. A fost sprijinită revigorarea comerțului și a fost asigurat sprijin pentru activitatea productivă locală, inclusiv prin împrumuturi de la bănci românești și prin desființarea taxelor vamale. Cu toate acestea, autoritățile române și-au pus în circulație propria monedă, leul, anulând rata de schimb obligatorie grivnă-leu. Aceasta s-a soldat cu o scăderea a valorii grivnei cu 35-50 % și cu dificultăți financiare, pentru populația regiunii.

### Extinderea ariei de responsabilitate
La 7 iunie, generalul Zadik a preluat comanda Corpului IV Armată, înlocuindu-l pe generalul Nicolae Petala, implicat între timp în disputa politică dintre Iancu Flondor și Ion Nistor, privitoare la viitorul administrativ al Bucovinei, în cadrul statului român centralizat. Este de remarcat că, implicarea lui Petala în disputele politice de la Cernăuți a depășit atribuțiile sale și că acțiunile acestuia au constituit, în viziunea establishmentului politic central de la București, o eroare cu efect destabilizator, într-o epocă în care Regatul României și armata acestuia erau angajate în acțiunile militare din Pocuția și Ungaria. Numirea lui Zadik a vizat stingerea conflictului dintre autoritățile politică și militară din Bucovina, această acțiune fiind conexă inspecției pe care generalul Constantin Prezan a efectuat-o în Bucovina și Pocuția, în zilele de 7 și respectiv 8 iunie 1919. Ajuns în Pocuția, Prezan a avut, de asemenea, întâlniri cu autoritățile civile, precum și cu delegați ai comunităților poloneză, ruteană și evreiască.
Pentru mai multe detalii, vedeți Intervenția Armatei României în Bucovina în 1918.
Nevoia de a consolida frontul din Ungaria a determinat retragerea unor trupe românești. Datorită faptului că Divizia 1 Cavalerie a fost trimisă pe frontul româno-ungar, apărarea nordului Basarabiei a fost preluată de Brigada 4 Călărași, împreună cu Divizia 8 Infanterie, aceasta din urmă preluând și administrarea teritoriului aflat în cauză. Responsablitatea deosebit de mare care a revenit forțelor existente ale diviziei, a impus o nouă regrupare a acestora, inițial pe două sectoare (Colomeea și Nistru), la 16 iunie și apoi la 20 iunie pe trei sectoare: Colomeea, Cernăuți și Hotin, trebind apărate atât linia Nistrului, cât și zona liniei de demarcație față de trupele poloneze. Au fost, de asemenea, avute în vedere măsuri de evitare a confruntării atât cu trupele ucrainene, cât și cu cele poloneze
La 19 iunie, colonelul Petre Cănciulescu a fost numit la comanda tuturor forțelor de operație române din Pocuția, acestea fiind reprezentate de: Regimentul 8 Vânători, Regimentele 13 și 25 Infanterie, Bateriile 3 și 4 din Regimentul 12 Artilerie, Bateria 2/Regimentul 4 Artilerie Grea, Bateria 2/ Regimentul 17 Obuziere. Misiunea care le revenea acestora era să supravegheze și să apere linia Nistrului, în sectorul Babin – Nezvîsko (Niezwiska). De asemenea, trupele române trebuiau să supraveghze linia de demarcație dintre Pocuția și zona de dislocare și de acțiune a trupelor poloneze, prin trimiterea de ofițeri către zonele de acțiune ale acestora, în recunoaștere. Colonelul Cănciulescu, în calitatea de comandant, trebuia să se afle în contact permanent, cu comandamentul Diviziei 4 Vânători poloneze.

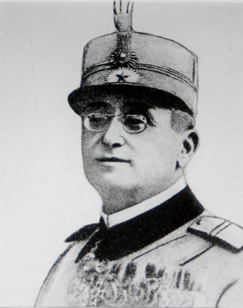
În luna iunie 1919, generalul Alexandru Lupescu l-a înlocuit pe generalul Iacob Zadik la comanda trupelor Corpului IV Armată.

Primele 10 zile ale lunii iulie 1919 au fost relativ liniștite, în intervalul 8-10 iulie, zona fiind inspectată de către generalul Constantin Prezan. Acesta a venit și pentru a se implica indirect, în ce privește administrarea Pocuției și în ce privește politica din Bucovina, de care depindea această administrare. Astfel, odată ajuns în zonă i s-au înmânat de către reprezentanții comunităților ucraineană, poloneză și evreiască memorii, conținând revendicări și doleanțe.
În contextul vizitei șefului Statului Major General al Armatei, la 10 iulie generalul Lupescu l-a înlocuit pe generalul Zadik, la comanda Corpului IV Armată. Pentru apărarea frontierei de nord a Basarabiei și Pocuției, precum și a liniei de demarcație de către trupele poloneze din vestul Pocuției,la dispoziția Diviziei 8 Infanterie au fost puse Escadrilele 9 și 10 ale Grupului 3 Aeronautic, iar forțele aflate la dispoziție au fost reorganizate din 12 iulie, pe sectoarele Pocuția, Bucovina și Hotin.

### Relațiile româno-poloneze la nivelul teritoriului

#### Probleme politice
Tendința polonezilor a fost aceea de de a desfășura activități și acțiuni care, să submineze autoritatea trupelor române din Pocuția. Astfel, unele ziare poloneze, pe timpul ocupației de către români a teritoriului respectiv au avut un caracter incitator, ceea ce a făcut autoritățile militare românești să oprească distribuirea necenzurată a acestora și să trimită la judecata Curții marțiale, pe agenții care distribuiau clandestin astfel de ziare, care, ajunseseră să influențeze atitudinea trupelor poloneze aflate în tranzit, incitându-le.
Într-un astfel de context, incitarea produsă de distribuirea publicisticii poloneze, trupelor poloneze care treceau prin Colomeea (Kolomea) și-a avut rolul său, în incidentul (mai sus menționat) petrecut în localitate în noaptea dinspre 15 spre 16 iunie 1919. Alături de aceasta, un memoriu al timpului, având drept subiect ilegalitățile și crimele comise de trupele poloneze în Pocuția, a pus drept motiv preexistența unui sentiment de ură contra evreilor, dată fiind calitatea victimelor asociate incidentului respectiv. Un exemplu în sensul incitării a fost dat de către ziarul „Gazeta Poranna”, care, nescriind nimic despre autorii faptelor, a adus în schimb acuzații trupelor române, care, încercau să mențină ordinea în oraș.
Conform istoricului polonez Rafał Roguski, românii nu au manifestat în Pocuția prea mult interes pentru rațiunea de stat poloneză. Au existat de altfel neînțelegeri și chiar proteste oficiale din partea autorităților poloneze, în ce privește modul cum românii au înțeles să se opună organizării administrației poloneze în regiune. Pe măsură ce acțiunile trupelor poloneze împotriva ucrainenilor au progresat, românii au căpătat astfel caracterul de intruși, în regiune, din moment ce erau o piedică în calea implementării planurilor poloneze privitoare la Galiția. Aceasta a devenit evident după 25 iunie 2019, când, Consiliul Suprem Aliat a autorizat Polonia să ocupe Galiția până la râul Zbruci. Cu scopul de a reglementa atât caracterul ocpației române, cât și de a stabili o linie politică de comun acord, la București a sosit la 17 iunie 1919 Aleksander Skrzyński⁠(en)[traduceți]. În urma discuțiilor dintre acesta, vicepremierul și ministrul de externe român, Mihail Pherekyde și Regele Ferdinand I, s-a decis numirea unui comisar civil polonez pe lângă generalul Zadik, recunoașterea drepturilor poloneze în Pocuția și elaborarea unei declarații comune privitoare la caracterul de trupe aliate al formațiunilor militare române.

#### Divizia 4 Vânători poloneză
Este de menționat că, în condițiile în care Divizia 4 Vânători poloneză ar fi fost nevoită să se retragă drept urmare a presiunii trupelor ucrainene sau bolșevice, generalul comandant al marii unități, Lucjan Zeligowski, s-a exprimat că optează pentru retragerea diviziei în zona de Galiție ocupată de români. Raportând aceasta Marelui Cartier General român, generalul Iacob Zadik a propus să nu fie permisă revenirea trupelor poloneze în Pocuția, deoarece suprapunerea acestora cu cele românești în teritoriul respectiv, administrat de militarii români, ar fi putut determina urmărirea acestora de către inamicii ucraineni sau bolșevici. Pe de altă parte, având în vederea antecedentele de comportament ale soldaților diviziei din timpul staționării în Bucovina și a tranzitării Pocuției, ar fi existat, conform lui Zadik, un risc de confruntare între militarii polonezi respectivi și cei români, pe fondul creșterii insecurității pentru populație și pentru trupele române. Dacă totuși, retragerea polonezilor ar fi urmat să se producă în Pocuția, Zadik a sugerat ca trupele poloneze respective să fie dezarmate, drept care la 19 iunie 1919, a ordonat să se comunice comandamentului Diviziei 4 Vânători că nu se vor permite trupelor poloneze trecerea liniei de demarcație, care, fusese stabilită și ocupată de către trupele române. În plus, militarii diviziei trimiși în concediu în Pocuția urmau să fie dezarmați.
Atitudinea finală exprimată în raport cu trupele poloneze, a fost totuși una mai flexibilă, posibil fiind că, aceasta să se fi întâmplat drept efect al unor precizări noi venite de la  Marelui Cartier General român, aflat în contact cu autoritatea militară superioară poloneză. Astfel, la 19 iunie generalului Zeligowsky i s-au comunicat următoarele:
„1. Comandantul Grupului ,,General Zadik” a fost informat că în cazul unei presiuni mai puternice din partea ucrainenilor bolșevici, comandamentul Diviziei 4-a vânători poloneză ar avea intenția să se retragă spre zona din Pocuția ocupată de trupele române, intrând chiar în această zonă. Marele Cartier General român crede că linia naturală și logică de retragere a Diviziei 4-a vânători poloneză este către NV, unde se găsește grosul armatei poloneze cu care această divizie trebuie să păstreze necontenit legătura. Părerea Grupului de divizii ,,General Zadik” este însă ca D-voastră să căutați prin toate mijloacele să nu rupeți legătura cu trupele române.
2. În caz când Divizia 4-a vânători poloneză ar fi nevoită să se retragă în zona din Pocuția ocupată de trupe române, atunci va fi primită numai sub următoarele condiții:
a) Divizia 4-a vânători poloneză să intre sub ordinele comandamentului Grupului care să-i destine un front propriu. 
b) Divizia 4-a vânători poloneză să păstreze o atitudine corectă din toate punctele de vedere. În acest scop va funcționa pe lângă comandamentul diviziei poloneze un serviciu de pretorat român.
c) În caz când se vor constata acte repetate de indisciplină și dezordine din partea trupelor Diviziei 4-a poloneză ele vor fi dezarmate și internate.
d) Dacă nevoile operative ar impune retragerea Diviziei 4-a vânători poloneză pe teritoriul din Pocuția ocupat de trupele române, trecerea trupelor poloneze peste linia de demarcație nu s-ar putea face decât după ce comandamentul Diviziei 4-a vânători poloneză ar conveni în scris la respectarea condițiilor de mai sus.”
Nici un incident nu a avut loc însă, între trupele Diviziei 8 Infanterie română și Divizei 4 Vânători poloneză, situația determinată de confruntările trupelor poloneze cu cele ucraineano-bolșevice, conducând doar la modificări ale dispozitivului trupelor române aflate în nordul Basarabiei. Mai mult, în aceeași zi în care respectivele modificări s-au făcut, Divizia 4 Vânători a fost desființată de către conducerea militară poloneză, efectivele sale fiind integrate nou createi Divizii 10 Infanterie poloneză, pusă tot sub comanda lui Lucjan Zeligowski.

#### Problemele populației civile
Au existat, de asemenea, manifestări de nemulțumire din partea reprezentanților civili ai populației poloneze, datorită instaurării în funcție de către români a unor funcționari superiori, etnici ucraineni, deoarece polonezii apucaseră să alunge în prealabil funcționarii ucraineni după retragerea trupelor ucrainene, deși, datorită compoziției etnice a teritoriului aflat în discuție, ar fi fost de dorit păstrarea acestora.
În același timp, rechizițiile efectuate de către comandanți români au fost considerate tâlhărie, de către polonezi.

### Relațiile româno-ucrainene
Realitatea amenințării unui atac, asupra graniței sud-estice a Ucrainei Occidentale, a luat prin surprindere guvernul statului ucrainean respectiv și l-a pus într-o poziție critică, poziția acestuia diferind de cea a autorităților Republicii Populare Ucraineene. Astfel, la 21 mai 1919, în ședința Secretariatului de Stat, propunerile făcute pentru a se încerca depășirea situației militare și politice care se prefigura au mers de la capitulare în fața României, care „stă pe umerii Antantei”, la formarea unei federații cu Cehoslovacia și la ordonarea către autoritățile locale să rămână pe loc. În replică, intrarea românilor în Pocuția a determinat la 28 mai 1919 protestul reprezentantului diplomatic ucrainean la București, Georges de Gasenko, protestul fiind înaintat și Conferinței de Pace la la Paris. Astfel, misiunea diplomatică ucraineană a specificat că dacă România nu se retrăgea în 48 de ore, guvernul țării va socoti că statul român nu recunoaște deciziile Conferinței de Pace și că nu dorește să aibă relații de prietenie cu republica ucrainenană, în ce privește lupta alături de Aliați, împotriva bolșevismului.
La 4 iunie 1919 relațiile româno-ucrainene au fost întrerupte oficial, liderul misiunii, Georges de Gasenko, părăsind Bucureștiul împreună cu membrii acesteia.
De la începutul lunii iulie 20219, la Zalișciîkî (Zaleszczyki) au avut loc întâlniri ale comandamentului armatei ucrainene cu liderii politici ucraineni. Printre ideile discutate s-a aflat și aceea ca, trupele române de ocupație să transfere regiunea Armatei Ucrainene Galițiene, dat fiind faptul că ocupaseră un teritoriu administrat de Republica Populară a Ucrainei Occidentale, idee sprijinită de acțiunile diplomației ucrainene. Marele Cartier General Român a informat însă Comandamentul Suprem polonez, despre activitățile ucrainenilor.
După ce la la 26 iunie 1919 Consiliul Suprem Aliat a permis Poloniei ocuparea Galiției Orientale, problem ucraineană a devenit secundară pentru relațiile româno-poloneze, cooperarea polono-română căpătând caracter antisovietic. Cu toate acestea, România nu a renunțat la ideea sprijinirii creării unui stat ucrainean tampon și premierul Brătianu a încercat să medieze diplomatic, negocieri între polonezi și ucraineni.

### Evacuarea Pocuției

#### Negocierile
La data de 25 iunie 1919, Consiliul Suprem Aliat a admis cererea Poloniei de ocupare a Galiției Orientale. De asemenea, la data de 26 iunie 1919 s-a încheiat un armistițiu polono-ucrainean pe linia Ternopil (poloneză Tarnopol) – Huseatîn (poloneză Husiatyn, germană Hussjatyn) – Zalișciîkî (poloneză Zaleszczyki, germană Salischtschyky) – Nistru – Zolota Lypa⁠(en)[traduceți] (poloneză Złota Lipa, germană Solota Lypa).
Pe de altă parte, în prima jumătate a lunii iulie 1919, în vest trupele ungare s-au retras spre sud, ca urmare a presiunilor Aliaților, pe linia Ősagárd (slovacă Agárd) – Semyon – Karcsa – Albereczki (maghiară ), trupele cehoslovace fiind în măsură să ocupe teritoriul care li se cuvenea. Ca atare, trupele române au evacuat regiunea Ciop (maghiară Csap) – Muncaci (Munkács) și s-au retras pe o linie de demarcație, stabilită de comun acord cu comandamentele cehoslovac și polonez. Această linie, pornind de la Ciop, urmărea la început cursul Tisei și ulterior se întindea în continuare spre nord-est, până la frontiera Bucovinei.
La 16 iulie, drept efect al evoluției militare favorabile din Europa Centrală și, ca efect al stabilirii de principiu a frontierelor României, Cehoslovaciei și Poloniei de către Conferința de Pace de la Paris, de comun acord cu comandamentele omologe polonez și cehoslovac, s-a luat decizia de evacuare a Pocuției, aceasta urmând să fie efectuată după perfectarea detaliilor operațiunii. Pentru stabilirea detaliilor executorii a fost stabilită o întâlnire între generalul Zadik și generalul Ivaschievici, comandantul polonez din Liov (germană Lemberg), la 27 iulie la Ivano-Frankivsk (Stanislau). Din delegația română au mai făcut parte colonelul Cănciulescu, căpitanul Șerbănescu, locotenentul D. Atanasiu D. și sublocotenentul Gallin.
Succesiv ordinului privind evacuarea Pocuției din 16 iulie, au început evacuările de materiale, pentru acest scop fiind dislocate în zonă două batalioane de etape, alături de mijloace potrivite și specialiști necesari planificării transporturilor. La 26 iulie, teritoriul aflat în responsabilitatea diviziei a fost împărțit între frontul operativ, localizat între Resteu-Atachi și Vasilău (germană Wassileu) și cel de supraveghere, localizat între Vasilău și Iablonița (poloneză Jabłunycia, germană Jablonitza). Datorită nevoilor operative din Transilvania și Ungaria, Regimentele 7 și 8 Vânători, împreună cu Bateria 3 din Regimentul 17 Obuziere, au fost scoase din subordinea diviziei.

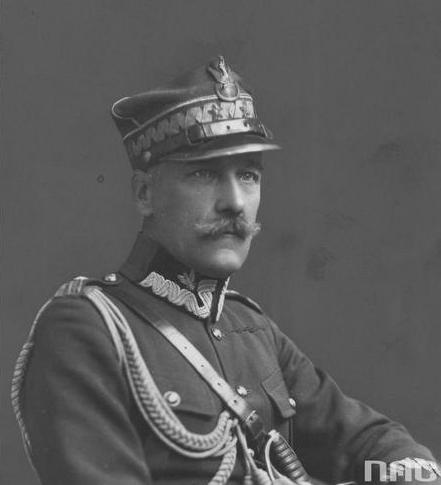
Semnatarul polonez al Convenţiei şi Protocolului privind evacuarea Pocuţiei, contele Robert Lamezan de Salins.

România nu a ridicat pretenții privitoare la rambursarea costurilor operațiunii în care s-a implicat. Una dintre problemele care au trebuit totuși negociate cu partea poloneză s-a referit atât la evacuarea materialelor care au aparținut armatelor austriacă și ucraineană, revendicate atât de polonezi, cât și de români, precum și a bunurilor statului austriac și ale persoanelor fizice și juridice din Pocuția. Încă din timpul derulării negocierilor, românii au oprit evacuările de materiale. Între 30 iulie și 2 august s-au desfășurat astfel tratative pentru semnarea unei convenții și unui protocol privind evacuarea Pocuției, între generalii Iacob Zadik și contele Robert Lamezan de Salins, la Liov (Lemberg), acordul rezultat fiind semnat la 31 iulie. Conform istoricului Florin Anghel, semnarea Convenției Militare a reprezentat „un adevărat model al colaborării într-o regiune din care nu lipseau conflictele, stările de tensiune, amenințările”
A existat și un incident destul de grav, în drumul lui Zadik pe calea ferată către Liov (Lemberg). Astfel, s-a produs o explozie a unui depozit, provocată de către polonezi, cu câteva minute mai înainte de a trece trenul generalului, explozie interpretată uneori drept un atentat la viața lui Zadik. Mecanicul trenului l-a oprit însă pe acesta la timp, garnitura întârziind numai circa o oră.
Au existat momente de tensiune, determinate de pretențiile poloneze asupra unor bunuri tehnico-materiale de proveniență austro-ungară, ceea ce l-a determinat pe generalul Zadik să adopte o atitudine fermă, declarând că bunurile aflate în discuție, cu precădere locomotivele, trebuie să aparțină conform uzanțelor, ocupantului, adică României. Mult discutată a fost, de asemenea, solicitarea românilor de a avea acces la calea ferată Sneatîn (Śniatyn) – Colomeea (Kolomea) – Frasin (Körösmezö), aceștia lăsând, în compensație, polonezilor, linia Horodenka – Ștefănești (poloneză Stefanówka) – Zalișciîkî (Zaleszczyki). Accesul temporar, în acest caz, ar fi urmat să fie realizat cu materialul rulant propriu. Dat fiind că pentru unele dintre problemele ridicate nu s-a găsit o soluție pe plan local, acestea au rămas să fie rezolvate la nivel guvernamental.
Conform înțelegerii rezultate, evacuarea urma să se facă în 9 zile, data  concretă urmând a fi stabilită ulterior. La 5 august a fost semnată convenția finală negociată, aceasta fiind ratificată la 7 și respectiv 11 august 1919, de către părțile poloneză (comandamentul suprem polonez) și respectiv română (generalul Constantin Prezan). Generalul Zadik a fost împuternicit să fixeze data evacuării, el fixând începutul retragerii la 17 august 1919. Operațiunea urma să se încheie la 25 august.
Convenția finală a depășit scopul evacuării Pocuției, prin faptul că a inclus și prevederi referitoare la linia de demarcație militară dintre armate. Pornind de la Babin din zona Nistrului, aceasta ajungea până la Iablonița (Jablonitza) din zona Ceremușului Alb. Deși a precizat o frontieră militară, ea nu a adus vreun prejudiciu viitoarei frontiere de stat româno-poloneze, pentru care, un paragraf situat la sfârșitul respectivei convenții a stipulat că, granița urma să fie definitivată de cele două guverne (proces încheiat ulterior, în anul 1928).
Pe baza înțelegerii amicale dintre guvernele român și polon, teritoriul Pocuției ce a fost ocupat până acum de Trupele Regale Române, trece sub administrația polonă. Evacuarea Pocuției de către Trupele Regale Române și luarea ei în primire de către trupele polone, conform convențiunii încheiate, începe în ziua de 18 august și se va termina în ziua de 25/VIII/1919, de la care dată Comandamentul Militar Teritorial se dizolvă complet, rămânând numai autoritatea polonă.
Cu această ocazie, Comandamentul Armatei Române de ocupațiune, aducând mulțumirile sale tuturor autorităților și întregii populații pentru buna ordine și liniștea ce au păstrat-o pe timpul ocupațiunei române, urează tuturor spor la muncă, pentru a readuce această frumoasă și bogată provincie la înﬂorirea ei de altă dată.

#### Operațiunea
Evacuarea urma să se facă pe cât posibil pe districte, la comanda trupelor de operații rămânând colonelul Cănciulescu, ce avea punctul de comandă stabilit la Cernăuți. Desemnat pentru misiunea de predare către trupele poloneze a teritoriului Pocuției, a fost colonelul Liciu.  Discutarea și stabilirea detaliilor operațiunilor de evacuare de către români și de ocupare de către polonezi s-a făcut într-o discuție, cu ofițeri români și polonezi, primari și prefecți din Pocuția, la 15 august 1919. Cu o zi înainte de începerea evacuării, generalul Zadik a dat o nouă proclamație.
La 18 august 1919, a început evacuarea, care s-a desfășurat fără probleme deosebite și s-a încheiat în seara zile de 24 august. În perioada respectivă, în zona atribuită în nordul Basarabiei și Bucovina Diviziei 8 Infanterie s-a aflat comandantul Corpului IV Armată, generalul Lupescu.
Dată fiind evacuarea, s-au ținut recepții cu ofițeri români și polonezi, care, să marcheze operațiunea, recepții în cadrul cărora nici o parte nu a avut ceva de reproșat celeilalte, în respectivul cadru oficial. Conform istoricului polonez Rafał Roguski, populația ucraineană, care avea frică și aversiune față de polonezi, a fost ignorată complet de către români, în timpul acțiunilor de predare-primire a Pocuției, către polonezi.
Datorită unor articole nefavorabile armatei române și prezenței militare românești în zonă, apărute în presa poloneză, legate de evacuarea materialor din Pocuția de către militarii români, colonelul Gheorghe Liciu, care a coordonat întreaga activitate de evacuare, a primit ordin să încheie procese verbale privind existența sau nu a unor litigii, cu toate autoritățile locale. La final s-a semnat un proces verbal de predare-primire a Pocuției între partea română și reprezentantul civil polonez al acestuia, în care, partea poloneză a recunoscut, că, toate afirmațiile care se aduceau Armatei României și autorităților române din Pocuția de către ziarele din Liov (Lemberg) și Varșovia, erau nefondate. În actual respectiv a fost consemnată și obligația, de a fi publicate în presă dezmințiri, în legătură cu articolele denigratoare aflate în cauză, de către ziarele incriminate (ceea ce s-a și petrecut).

## Urmări

### Efecte
Intervenția trupelor în Pocuția, ordonată de către Guvernul României la cererea Guvernului Poloniei, a avut un rol semnificativ în ce privește limitarea pericolului reprezentat de trupele bolșevice și la asigurarea spatelui frontului polonez, cu evitarea simultană a oricărei implicări în ce privește operațiunile militare poloneze din est (cu toate că a fost asigurată încadrarea refugiaților polonezi din Basarabia, în Divizia 4 Vânători și transportul acesteia în zona de concentrare). De asemenea, același rol semnificativ l-a avut în stabilizarea zonei, până la preluarea acesteia sub autoritatea statului polonez. O adresă care a exprimat poziția Poloniei, în acest sens și a ilustrat în mod corect scopul intervenției și comportamentul trupelor române, a fost înaintată de către delegația poloneză Conferinței de Pace de la Paris.
Caracterul operațiunilor executate la cererea Guvernului Poloniei a fost cel de pacificare (similar celui din Bucovina), urmărindu-se restabilirea ordinii și asigurarea liniștii locuitorilor, fără a avea caracter anexionist și a fost limitat în timp. A existat o bună conlucrare între organele militare poloneze și românești. Pe de altă parte, în condițiile în care lucrurile fuseseră destul de bine conturate, anterior, prezența trupelor române în Pocuția s-a constituti într-un avantaj pentru guvernul de la București, cu referire la abordările care urmau să vizeze frontiera.
Conform istoricului Philippe N. Blassen, România a practicat însă un joc dublu între Polonia, Conferința de Pace de la Paris și Republica Populară a Ucrainei Occidentale, la o lună și jumătate după ce promisese ucrainenilor ajutorul, dându-le în fapt acestora, lovitura de grație.
Condițiile meteorologice pe timpul acțiunilor au fost favorabile. Pericolele care au planat asupra trupelor au venit de fiecare dată de peste Nistru, deoarece populația nu a manifestat o ostilitate evidentă, în perioada de 94 de zile în care trupele române s-au aflat în Pocuția.Totalul pierderilor românești a fost de 7 morți, din care 4 în luptă și 3 în cursul unor accidente.
În ce-i privește însă pe ucrainenei, ocupația românească a deviat o bună parte din resursele militare și materialele disponibile, pentru frontul polono-ucrainean din vest, spre cel slăbit, din sud. Pe plan local au existat  plângeri aflate în raport cu rechizițiile făcute de către trupele române, după cum există declarații și rapoarte izolate, privind acte controversate ale căror autori nu sunt identificați neapărat ca fiind militari români. Punctele de vedere ale istoricilor ucraineni contemporani sunt împărțite. Astfel, Mikola Mihailovici Litvin a opinat că regimul românesc de ocupație a fost unul brutal, care a interzis adunările și purtarea de arme, a restricționat circulația locuitorilor și a cenzurat presa, permițând armatei să facă rechiziții și să instituie pedepse crude. În același timp, Constantin Croitor a susținut că, prin măsurile politice și administrative luate, trupele române au reușit să mențină stabilitatea zonei, în perioada celor trei luni în care au fost prezente. Pe de altă parte, din punctul de vedere al istoricului polonez Rafał Roguski, ocupația românească a avut un impact semnificativ asupra ucrainenilor, care, vedeau în România un aliat care le-a permis ocuparea unor funcții înalte în administrația locală.
În ce-i privește pe evrei, aceștia au sperat ca venirea românilor să asigure securitatea regiunii și să le ofere o influență mai mare, asupra vieții politice a zonei. Deși a avut trupe în areal, precum și un puternic sprijin evreiesc. în sensul anexării Pocuției, Romania nu a cerut Antantei acest lucru și nu a avut de la guvernul Poloniei pretenții de despagubire, pentru ajutorul acordat. Este de remarcat totuși, că teritoriul ocupat a devenit centrul contradicțiilor dintre comandamentele militare român și cel polonez.

### Epilog
În istorie operațiunea a intrat sub numele de „Pocuția”, deși nu este clar motivul, deoarece acest nume nu este documentat în nici unul dintre documentele publicate.
Finalul războiului polono-ucrainean a dus la intrarea sud-estului Galiției, în componența statului polonez, reglementare finală a frontierei româno-poloneze întârziind însă până spre finalul primului deceniu interbelic, la 26 ianuarie 1928, când, s-a renunțat la ideea schimbului reciproc de teritorii de către o Comisie mixtă româno-poloneză, alcătuită în urma Tratatului Frontierelor de la Sèvres. Aceasta s-a întâmplat deși delegațiile poloneză și română ajunseseră la o înțelegere, în timpul Conferinței de Pace, prin care polonezii au acceptat dorința românilor de a se menține, drept frontieră, granița istorică dintre Bucovina și Galiția și a faptului că Polonia și România stabiliseră împreună la Sèvres la 10 august 1920, granițele.

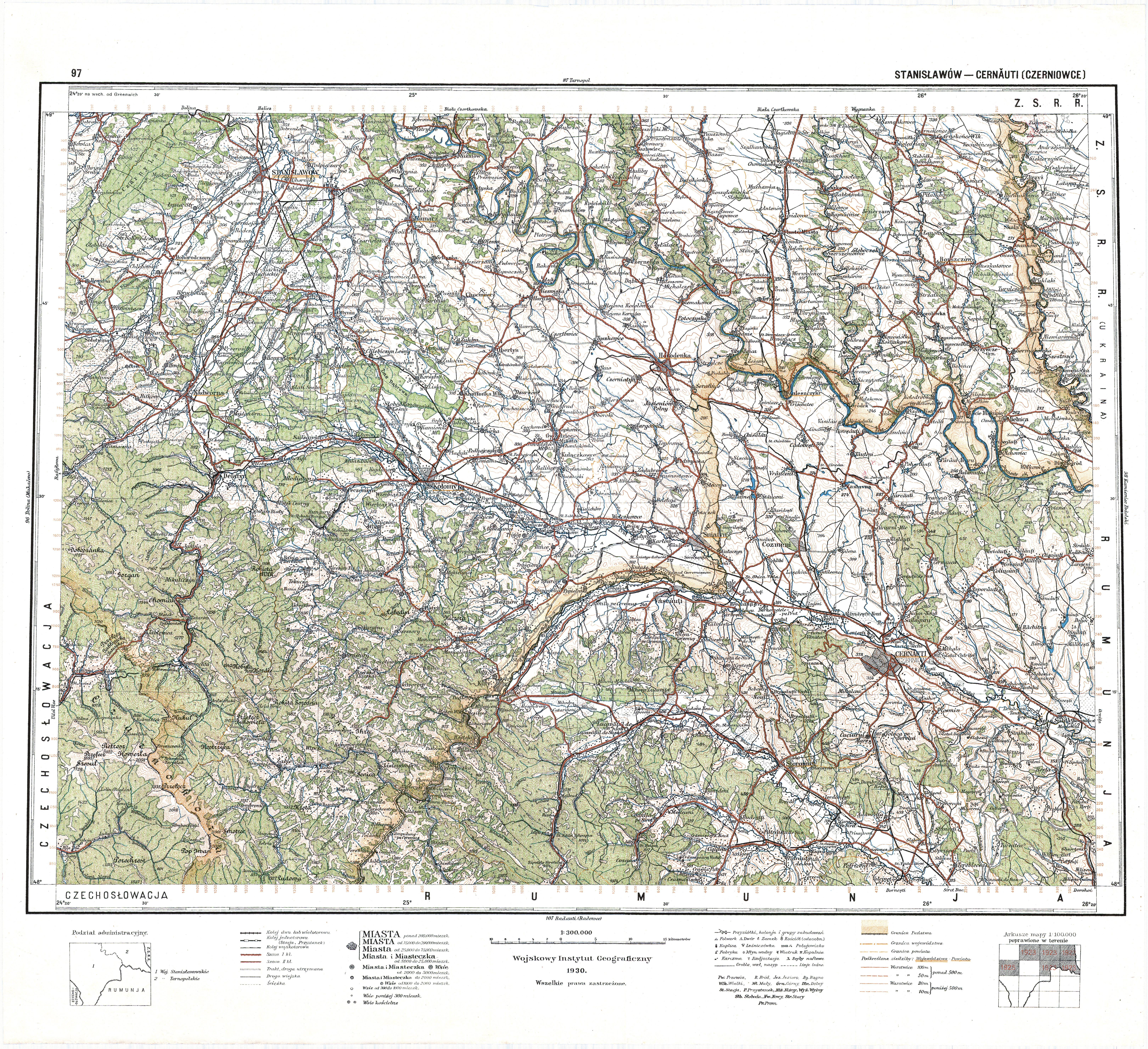
Graniţa româno-poloneză în perioada interbelică.

În perioada interbelică, Polonia și România au dezvoltat o relație foarte strânsă, în principal în baza interesului strategic comun de a-și apăra împotriva unui atac neprevăzut al Uniunii Sovietice frontierele estice, respectiv Galiția de Est și Basarabia. Astfel, în 1929 au constituit o alianță politico-militară cu rol de cordon sanitar, al cărui teritoriu se întindea, dat fiind că cele două țări aveau frontiere comune încă din 1919, de la Marea Baltică la Marea Neagră. La construirea acestei relații au stat, de asemenea și alte aspecte militare, precum și aspecte politice, diplomatice și culturale.
Rămasă în stare de război după evacuarea Pocuției, Divizia 8 Infanterie a executat în continuare misiuni specifice activităților curente, trecând treptat la starea de pace cu începere de la sfârșitul lunii martie 1920, conform decretului de demobilizare. Cu toate acestea, comandamentele și părțile de trupă nu și-au suprimat părțile sedentare, împreună cu restul diviziilor dislocate în Basarabia și Bucovina, Divizia 8 Infanterie fiind subordonată Comandamentului Trupelor de Est, constituite pe structura Inspectoratului 2 A, condus de generalul de divizie Alexandru Lupescu. Centrul de greutate al siguranței în ce privește frontierei cu Rusia Sovietică a fost mutat pe linia Nistrului, unde au continuat să existe atacuri izolate, treceri ilegale si contrabandă.